# 1988年からの近畿日本鉄道ダイヤ変更
本項では1988年以降に実施された近畿日本鉄道ダイヤ変更（きんきにっぽんてつどうダイヤへんこう）について記述する。
実施されたダイヤ変更に関しては、資料や出典などで判明可能なものに限って記述し、判明不可能なダイヤ変更やごく軽微なダイヤ修正および臨時ダイヤは一部を除き記述を割愛している。また、路線名・駅名・車両形式名は時系列で掲載している。
なお、近鉄から他社に経営移管された各路線のダイヤ変更については、近鉄運営時代のダイヤ変更のみを記述し、経営移管後のダイヤ変更の記述は省略している。また、相互直通運転を実施している他社局のダイヤ改正については、基本的に近鉄線内の変更と関連しているもののみを記述する。
本記事で単に「特急」と表現した場合、特急料金を必要とする特急（近鉄特急）を指す。
1987年以前に実施されたものは1987年までの近畿日本鉄道ダイヤ変更を参照。

## 1980年代

### 1988年3月18日変更

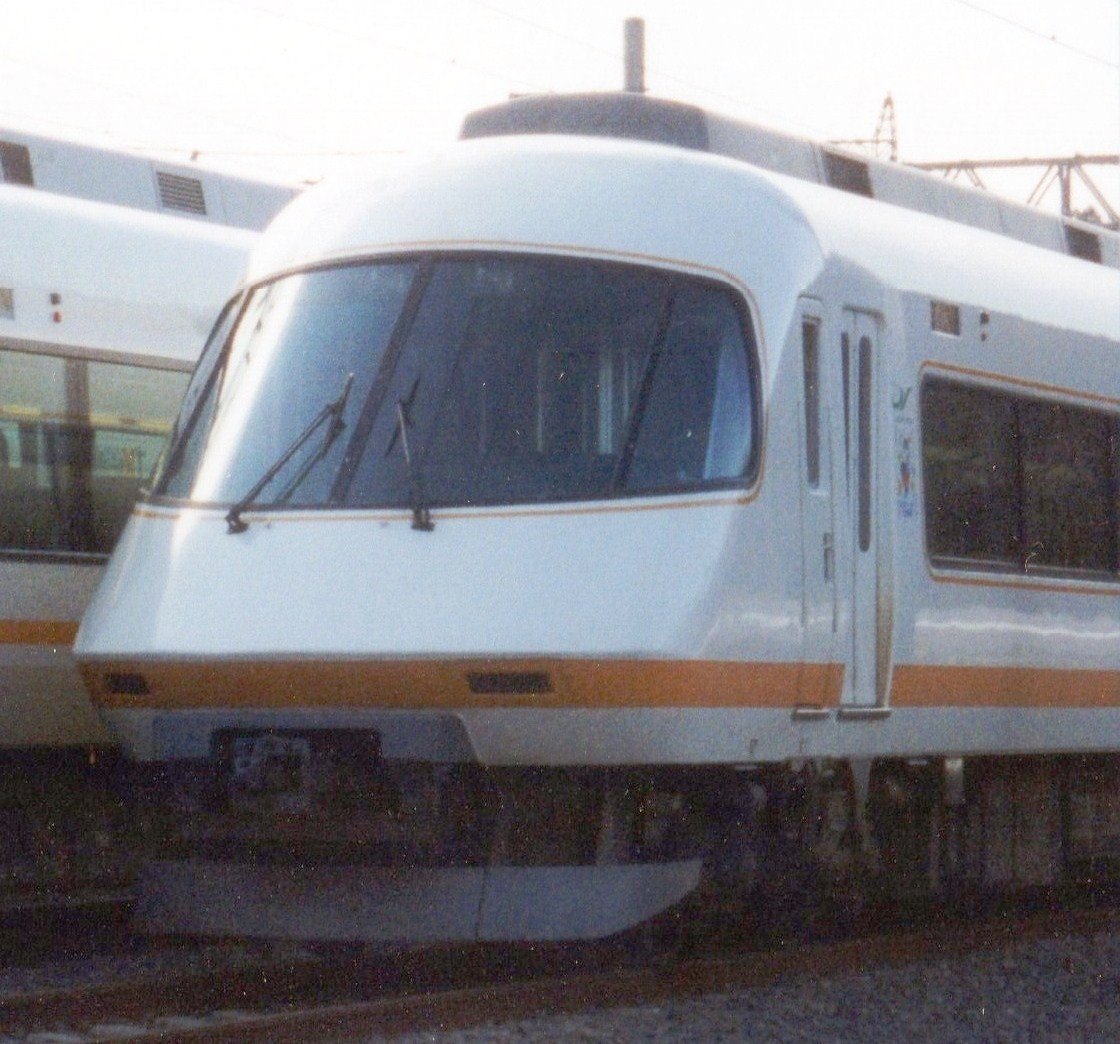
21000系「アーバンライナー」
（原型。画像撮影年は不明）

21000系「アーバンライナー」の営業運転開始およびそれを含めた新造車両48両の増備と、一部の駅でのホーム延長工事の完成、また大阪線と名古屋線の一部区間で最高速度を120km/hに向上したことなどにより実施された。
一般列車関係では、近鉄奈良駅の1・2番線のホーム延伸工事が完成し、同駅発着快速急行の10両編成列車のドアカットが廃止された。また近鉄奈良駅発着の10両編成列車の本数もこの変更より順次増発されることとなった。
京都線・橿原線関係では、運転系統の見直しで、これまで毎時2本運転していた昼間時の京都駅 - 橿原神宮前駅間の急行のうちの1本が、京都駅 - 近鉄奈良駅間の急行と大和西大寺駅 - 橿原神宮前駅間の橿原線内運転の急行に系統分割したため、この時間帯の京都駅 - 近鉄奈良駅間の急行が毎時2本（ただし15・45分間隔の変則）となった（京都駅 - 橿原神宮前駅間の急行は京都駅 - 天理駅間の急行と同様に毎時1本に減少したが、日中に毎時1本ある橿原線内急行を京都駅 - 近鉄奈良駅間の急行と大和西大寺駅で連絡させることにより利便性を確保した）。
名古屋線では昼間時に毎時1本運転されていた近鉄名古屋駅 - 平田町駅間の急行が近鉄名古屋駅 - 津新町駅間に変更されて、鈴鹿線直通急行は激減した。ただし鈴鹿線内では名古屋直通急行1本と四日市直通普通1本の計2本から、四日市直通普通1本と線内折り返し普通2本の計3本となって増発された。
特急列車関係では、名阪甲特急の6往復に21000系が投入され、大阪線と名古屋線の一部区間において、これまでの最高速度であった110km/hより10km/h向上し、当時の大手民鉄での最高速度となる120km/h運転を開始した。この速度向上にあたっては、21000系はもとより12200系以降の特急車両にも120km/h運転の対応工事を実施した。またこれによる架線や線路の改良、それまで採用していなかった減速信号の新設も大阪線と名古屋線で行われた。また、布施駅に新たに特急が停車するようになり、阪伊乙特急の日中の8往復が同駅に停車するようになった。近鉄名古屋駅7時00分発の名阪甲特急は、名張駅で阪伊乙特急を追い抜くようになった（いわゆる「同格待避」）。
同年6月11日には京都市営地下鉄烏丸線延伸に伴う京都線の急行と準急の竹田駅への停車を開始した。

### 1988年8月28日変更
京都線では京都市営地下鉄烏丸線との相互直通運転開始によって、天理線では複線化によって増発と時刻変更が実施された。
京都線と京都市営地下鉄烏丸線との直通運転は北大路駅 - 竹田駅 - 新田辺駅間で行われるようになり、京都線では日中に竹田駅 - 新田辺駅間で1時間当たり2往復の普通が増発された。直通運転は早朝から深夜付近まで行われるようになった。このためラッシュ時に運転されている京都線の準急はこの普通に置き換えられて一部削減された。また、3200系はこの直通運転に充当される運用を中心とした関係上、昼間時は京都線の竹田駅以北と新田辺駅以南、橿原線、天理線での運用は激減し、早朝から朝ラッシュ時にかけてと深夜時間帯のみとなった（ただし竹田駅以北では夕方ラッシュ時の準急でも運用があった。また奈良線では引き続き昼間時の近鉄難波駅 - 瓢箪山駅間の普通や準急などでも運用されていた）。
同年には21000系の他にも、大阪線・名古屋線の急行用車両として、3扉・転換クロスシート装備の5200系が営業運転を開始した（1996年までに5209系・5211系を含めて4連13編成を投入）。一方で5200系と同じ3扉車であった1460系が全車廃車となった。

### 1989年3月17日変更
南大阪線区など、一部の線区を除いて実施された。
一般列車関係では、大阪線で夕ラッシュ時に上本町発の準急が増発され、19時台・20時台は20分間隔から15分間隔で運転されるようになった。奈良線関係では朝ラッシュ時の快速急行の増結が行われ、近鉄難波駅に9時3分までに到着する快速急行はすべて10両編成に統一された。
橿原線では、ファミリー公園前駅に停車する普通の時間帯が8時30分以降に変更された。
生駒線では日中に9往復増発され、20分間隔から15分間隔に変更された。
大阪線では末端区間の名張駅 - 伊勢中川駅間の普通が13年ぶりに日中にも5往復設定され、青山町駅 - 東青山駅間は一部増発された。また上本町駅発最終の区間快速急行が伊賀神戸行きから青山町行きに1駅のみ延長された。
特急列車関係では、21000系「アーバンライナー」の増備に伴い、名阪甲特急15往復（平日）中10往復が21000系で運用されることとなった。ここで捻出された一般特急車は名阪甲特急以外の特急へと転用したが、この玉突きの形で、京伊特急を中心に運用されていた18200系（18ｍ車）は、同年9月に団体用車両「あおぞら2」に改造され、1962年より運用されてきた団体用車両20100系「あおぞら」を置き換えた。これにより、特急車両の全車両20m車化が完了した。
なお、直後の4月1日には消費税の導入に伴って運賃および特急料金の改定が実施された。また、4月28日には名古屋線に南が丘駅が開業した。

### 1989年5月18日変更
南大阪線連続立体交差事業に伴い、一旦撤去されていた今川駅の待避設備完成によって、南大阪線関係の線区のみ時刻が変更された。
この変更によって大阪阿部野橋駅 - 橿原神宮前駅間の区間急行が日中に4往復増発されるなど、27本が増発された。また、夕ラッシュ時の大阪阿部野橋駅 → 吉野駅間の急行の所要時間が97分から84分に短縮された。一方で、近鉄御所駅 - 橿原神宮前駅間の直通普通列車が尺土駅で系統分割され、また休日日中の大阪阿部野橋駅発近鉄御所行の準急がなくなり、朝晩のみの運転となった。このため、一般列車でスイッチバックする系統は、これ以降2018年まで設定されていた名張駅発近鉄名古屋駅行急行が唯一のものとなった。
同日より、吉野口駅でのJR和歌山線との接続を図るため、吉野特急の全列車が吉野口駅にも停車を開始した。
なお、このダイヤ変更では、当時は南大阪線関係の線区に限って設定されていた休日多客対応ダイヤであった「Cダイヤ」が廃止され、以後は他の路線と同様に、休日ダイヤである「Bダイヤ」に不定期列車の運行ダイヤを挿入する形態に変更した。なお、「Aダイヤ」は平日ダイヤのことである。また、同線区ではA・B・C各ダイヤとは別に、藤井寺球場への野球輸送用ダイヤである「ナイター輸送用ダイヤ」やPL花火芸術が開催される8月1日限定で使用される「PLダイヤ」（これらダイヤには平日用と土曜・休日用がそれぞれ別に設定されていた。なお、「デーゲーム輸送用ダイヤ」については存在の有無を含め不明）が、前者は1996年まで使用された後、1997年3月18日変更時に正式に廃止され、後者も2019年8月1日の使用を最後にPL花火芸術が長期休止に入ったため、それに連動して「PLダイヤ」の作成・使用が休止されている。
直後の6月1日より、近鉄の路線では初めて内部線・八王子線でワンマン運転を開始した。
車両関係では、同年より主要線区における通勤車両の車体および仕様が共通化されることになり、1220系を仕様変更した1230系や本格的に全線共通仕様とした1233系が大阪・名古屋線系統および奈良線系統の双方に投入されたほか、南大阪線系統でも全線共通車体が採用され、別形式の6413系として投入した。

## 1990年代

### 1990年3月15日変更

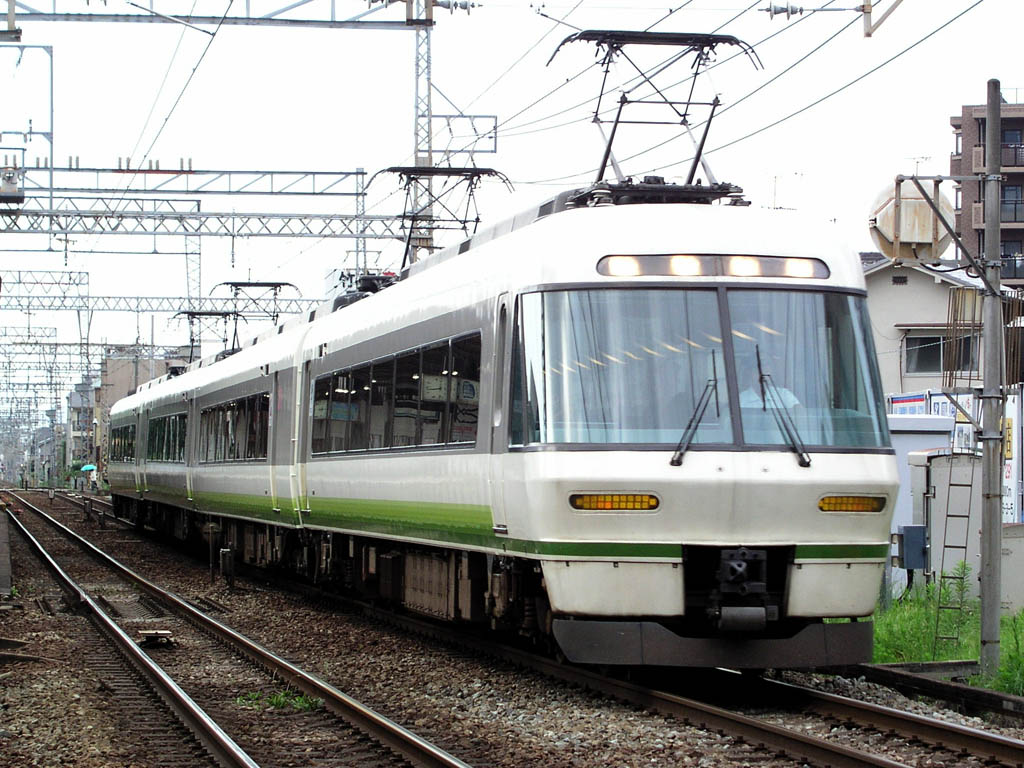
26000系「さくらライナー」
（原型。画像は2006年7月）

本変更は南大阪線を中心とした時刻変更となった。
特急列車関係
- 吉野特急に26000系「さくらライナー」が運転を開始し、水・木曜日を除いて1日4往復が運用され、一般特急も平日ダイヤで6往復、休日ダイヤで8往復増発され、停車駅に飛鳥駅・壺阪山駅が追加された。また、大阪阿部野橋駅 → 橿原神宮前駅・吉野駅間の最終特急が繰り下げられた。
- 名阪甲特急では全列車が21000系「アーバンライナー」に統一され、最終列車も1時間繰り下げられ、近鉄難波駅・近鉄名古屋駅ともに最終列車が21時00分発に変更、また早朝・夜間の一部列車が大和八木駅および津駅にも停車するようになり、これまで全列車が中川短絡線上で走行中に実施していた名阪甲特急の乗務員交代に関しては、津駅停車列車では同駅停車時に実施することとなった。近鉄難波駅21時00分発の名阪甲特急は、名張駅で阪伊乙特急を追い抜くこととなった。このほか、車両運用の都合により名伊甲特急の1往復にも21000系が充当されるようになり、山田線・鳥羽線・志摩線にも21000系運用列車が設定されることとなった。また志摩線では行き違い設備やホームの延長工事が完了し、この変更より特急に限り従来の最大両数であった6両より2両増結した8両編成での運転が開始された。
- 大阪線では桔梗が丘駅に新たに特急が停車することになり、夜間の近鉄難波発松阪行き4本、早朝の松阪発上本町行き・桑名発上本町行き・近鉄名古屋発近鉄難波行き各1本が同駅に停車するようになった。また近鉄難波駅22時50分発名張行き特急1本が増発され、阪伊乙特急下りの最終が35分繰り下がった。
- このダイヤ変更により、6両編成以上の特急列車の禁煙車が1号車と6号車に変更された。

一般列車関係
- 東大阪線では、早朝・深夜を除く大阪港駅 - 長田駅間で運転されていた普通の37本が大阪港駅 - 生駒駅間に変更され、夕ラッシュ時は4分間隔、それ以外の時間帯は7 - 10分間隔に変更された。なお、この増発に合わせて近鉄では7000系が1編成追加投入された。
- 南大阪線では増発と種別の変更によって運転パターンが変更され、大阪阿部野橋駅基準で、8時台から16時台と20時台から22時台は、急行は30分間隔、準急・普通は10分間隔に変更され、昼間時の急行は吉野線直通列車とすることとした。これによりそれまで毎時1本あった吉野線直通準急は激減し、早朝・深夜・ラッシュ時に一部が残るのみとなった。
- 道明寺線では日中の運転を毎時3本から4本に増発した。
- 名古屋線関連では日中の伊勢中川駅発着の急行を松阪駅発着に延長した。

このダイヤ変更には間に合わなかったが、田原本線では一部曲線の緩和工事が完了し、大型車の運用が可能となったため、同年の7月1日より大型車の3両編成が運用を開始した。

### 1991年3月19日変更
新造車両57両の増備と、大阪線13駅、橿原線5駅のホーム延長工事、青山町駅の2面4線化が完成したことなどにより実施された。
本変更では時刻の変更は小幅に留まったが、一般列車は多くの線区で増結が実施され、大阪線では21本、京都・橿原線関係で13本、奈良線では43本が増結された。これによりラッシュ時の奈良線の快速急行は、すべて10両編成に統一された。
大阪線関係では、準急停車駅のホーム延長工事完成により、準急が高安以東でも最大6両編成までの運転が可能となった。これによりこの当時6両編成での運転が多かった大阪口の普通列車と運用を共通化することが可能となった。また、一部の区間快速急行が青山町駅から10両編成で運転することとなり、名張駅での増解結が一部ではあるが減少した。このため、その送り込み運用である名張駅 - 青山町駅間の一部の普通が10両編成となり、近鉄では初めて普通列車の10両編成運転が実施されるようになった。その他、一部残っていた伊賀神戸駅折返し列車がほとんど青山町駅折返しとなった（後述の特急を除く）が、平日8時台の1往復のみ伊賀神戸駅折返し列車が残存していた。
名古屋線関係では、鈴鹿線直通の近鉄名古屋発平田町行きの急行が消滅した（近鉄名古屋行きは1996年まで存続）。
奈良線関係では、橿原線の急行停車駅ホームの6両対応への延伸により、橿原線と天理線の一部の急行が6両編成に増結された。
特急列車関係では、21000系の中間車が完成したことにより、平日2往復、土曜日4往復、休日5往復の「アーバンライナー」が8両編成で運転されるようになった。なお、8両編成での運転は前年12月31日の終夜運転より先行的に実施されていた。また、吉野特急に26000系1本が追加投入され、「さくらライナー」が4往復から、平日8往復、休日9往復に変更された。近鉄難波駅21時30分発津行き乙特急は桑名行きに変更された。逆に近鉄名古屋駅7時00分発近鉄難波行き甲特急は上本町行きに短縮された。初発の名張駅発上本町行き特急が伊賀神戸駅始発に変更され、伊賀神戸駅始発の特急が初めて設定された。
北勢線では、日中の運転が西桑名駅 - 阿下喜駅間、西桑名駅 - 七和駅または北大社駅間、西桑名駅 - 西別所駅間の3系統による40分サイクルから、西桑名駅 - 阿下喜駅間と西桑名駅 - 楚原駅間の2系統による60分サイクルに変更された。西桑名駅 - 西別所駅間は2.0kmで、鋼索線を除けば1992年 - 1994年の平日夜間に運行されていた宮町駅 - 宇治山田駅間の普通列車に並び、2000年まで養老線の休日初発として運行されていた西大垣駅発大垣行きの1.8km、1992年に廃止された田原本線の新王寺駅 - 大輪田駅間の1.9kmに次ぐ短い系統であった。
同年の12月6日には、大阪線に大阪教育大前駅が開業した。
車両関係では、1233系の4連版となる1020系が奈良・京都線系統に投入された。また京都・橿原・天理線での3両編成の運用減に伴い、3連の9200系は新造の中間車サ9350形（現在のサ9310形）を組み入れて4連とした。
同年の11月20日には、他の大手私鉄とともに運賃および特急料金の値上げが実施された。初乗り運賃は100円から120円となったが、この改定にて難波線における加算運賃の設定は廃止された。

### 1992年3月19日変更

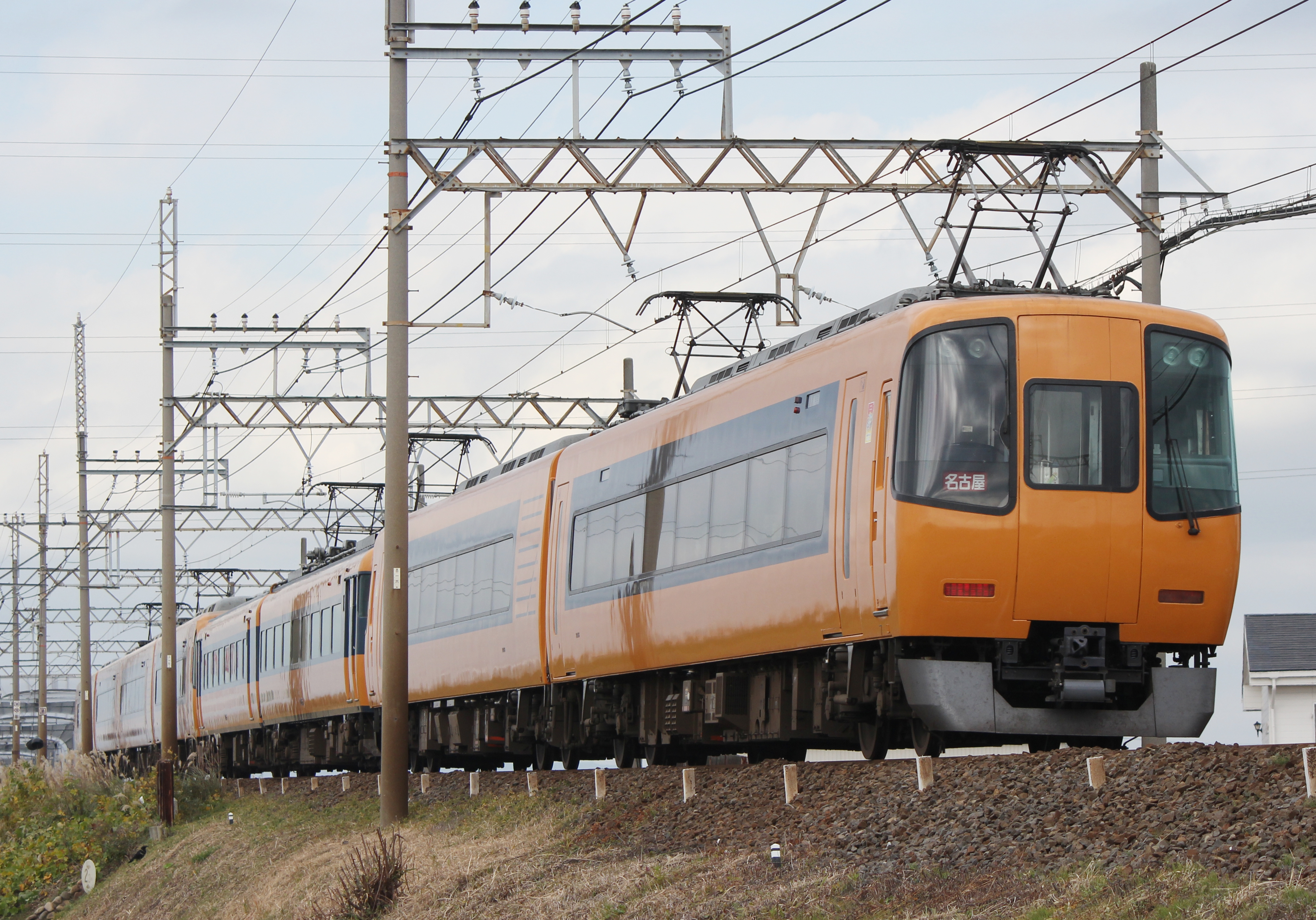
22000系「ACE」
（原型。画像撮影年は不明）

新造車両48両の増備と、枚岡駅・額田駅のホーム延長工事と東生駒駅の引き上げ線延長工事、および山田線各駅の改良工事が完成したことなどにより実施された。
この変更では、新幹線からの接続を強化するため、奈良線・京都線・南大阪線・長野線・名古屋線・山田線・鳥羽線で最終列車の繰り下げおよび始発列車の繰り上げも実施された。
一般列車関係
- 奈良線関係では、近鉄難波発東花園行き最終列車と近鉄難波発近鉄奈良行き快速急行の最終がそれぞれ15分繰り下げられるとともに、朝と日中の瓢箪山駅発着の普通43本が東生駒駅発着に変更された。上記のホーム延長に伴い瓢箪山駅以東の奈良線普通が4両編成から6両編成で運転されるようになった。
- 山田線の櫛田駅・明野駅に待避線設置工事と山田線の普通停車駅各駅のホーム延長工事（4両対応）が完成し、これまで2両編成しか運転できなかった山田線の普通が3 - 4両編成での列車も設定されるようになった。櫛田駅・明野駅の待避線設置は将来のスピードアップと列車増発に対応するためのものである。これらは2年後の1994年のダイヤ変更（後述）で実施された。
- 田原本線では普通が24往復増発され、日中が30分間隔から20分間隔になるとともに、この変更から全列車が大型車となり、8400系3両編成によるワンマン運転（大阪地区の路線では初めて）が開始された。また平日朝ラッシュ時に運行されていた新王寺駅 - 大輪田駅間の区間列車が廃止された。運行距離は1.9kmであった。
- 大阪線では伊賀神戸駅折返し列車が青山町駅折返しとなり消滅した。

特急列車関係
この変更より22000系「ACE」が営業運転を開始（当初は名阪乙特急に限定運用）、これに伴って10400系が同年までに営業運転を終了した。なおこの変更で近鉄難波駅 - 京都駅間の阪京特急が廃止され、近鉄難波駅 - 近鉄奈良駅間の特急1往復と、京都駅 - 近鉄奈良駅間の特急3往復に変更された。
ダイヤ変更にあわせて8両編成以上で運転する列車の禁煙車も増加し、1号車・6号車・A号車に加えて8号車も禁煙車になった。
その他
このダイヤ変更で3200系の奈良線運用は一旦終了した（大和西大寺駅 - 近鉄奈良駅間を除く）。

### 1993年3月17日変更
新造車両52両の増備と、坊城駅・浮孔駅・橿原神宮西口駅のホーム延長工事などが完成したことにより実施された。
- 特急列車関係
  - 阪伊乙特急では、上本町発宇治山田行きの3本を鳥羽行きに変更し、上本町駅始発の阪伊乙特急（27本）はすべて鳥羽行きとなった[12]。
- 南大阪線関係
  - ホーム延長工事の完成により、橿原神宮前発大阪阿部野橋行き区間急行2本が橿原神宮前駅 → 古市駅間で従来4両編成だったものが6両編成に、さらに古市駅 → 阿部野橋駅間で従来7両編成だったものが8両編成に増結されるなどの変更を行った[12]。
  - 同年より、6422系の4連版となる6620系が投入された。
- 京都線・橿原線関係
  - 宮津車庫が一部使用開始し、三山木信号場 - 大和西大寺駅間で回送列車に限り最大10両編成の運転を開始した。奈良線と京都線の回送列車のダイヤを変更したものの、全線における一般列車のダイヤ変更は比較的小規模に留まった。
  - 京都線では、不定期列車であった平日朝方の京都発新田辺行き急行2本が定期化された。
  - 橿原線では早朝・深夜に大和西大寺駅 - 橿原神宮前駅間に急行が1往復増発された[12]。
- 生駒線関係
  - 23時台に生駒駅 - 王寺駅間で1往復が増発された（王寺発生駒行きは最終列車の時刻を12分繰り下げ）[12]。

その他、各線で編成の増大などが行われた。
なお、志摩線では複線化工事の進捗に伴い、直後の4月28日（五知駅 - 上之郷駅間の複線運転開始）には五知・沓掛・上之郷の各駅で普通の一部列車の時刻変更が行われたほか、6月1日（志摩磯部駅 - 鵜方駅間の複線運転開始および穴川駅の移設）には志摩線全線で普通の全列車の時刻変更（鳥羽駅 - 賢島駅間の所要時間が最大で11分短縮）が行われた。
このダイヤ変更を機に発行された「近鉄時刻表」1993年春・夏号より、全駅の時刻の掲載を開始した（それまで発行していた「近鉄時刻表」では一部の駅の時刻を省略していた）。

### 1993年9月21日変更
近鉄宮津駅の開業と宮津車庫の全面使用開始、志摩線加茂駅 - 五知駅間の複線化、同年10月の伊勢神宮式年遷宮への対応に伴い、南大阪線関係線区と生駒線・養老線・伊賀線など一部の支線区を除いて実施された。
一般列車関係
- 京都線・橿原線関係
  - 近鉄宮津駅の開業により三山木信号場は同駅構内扱いに変更された。
  - ファミリー公園前駅の停車時間帯が8時30分以降から終日停車に変更（これまでは普通であっても始発から8時30分まで通過していた）。

- 山田・鳥羽・志摩線関係
  - 鳥羽駅 - 賢島駅間で普通を24本増発するなど、3線区で普通が37本が増発された。

特急列車関係
近鉄難波駅・上本町駅・近鉄名古屋駅 - 鳥羽駅間の特急13往復が、近鉄難波駅・上本町駅・近鉄名古屋駅 - 賢島駅間に変更されるなどの変更が行われた。
志摩線の線路改良工事によって運転経路が短縮されるとともに志摩線内の最高速度が90km/hから120km/hに向上したことにより、所要時間の短縮が実施された。なお、今回の変更で志摩線では白木駅 - 五知駅間の線路移設などにより全線の営業キロが25.2kmから24.5kmに変更された。

### 1994年3月15日変更

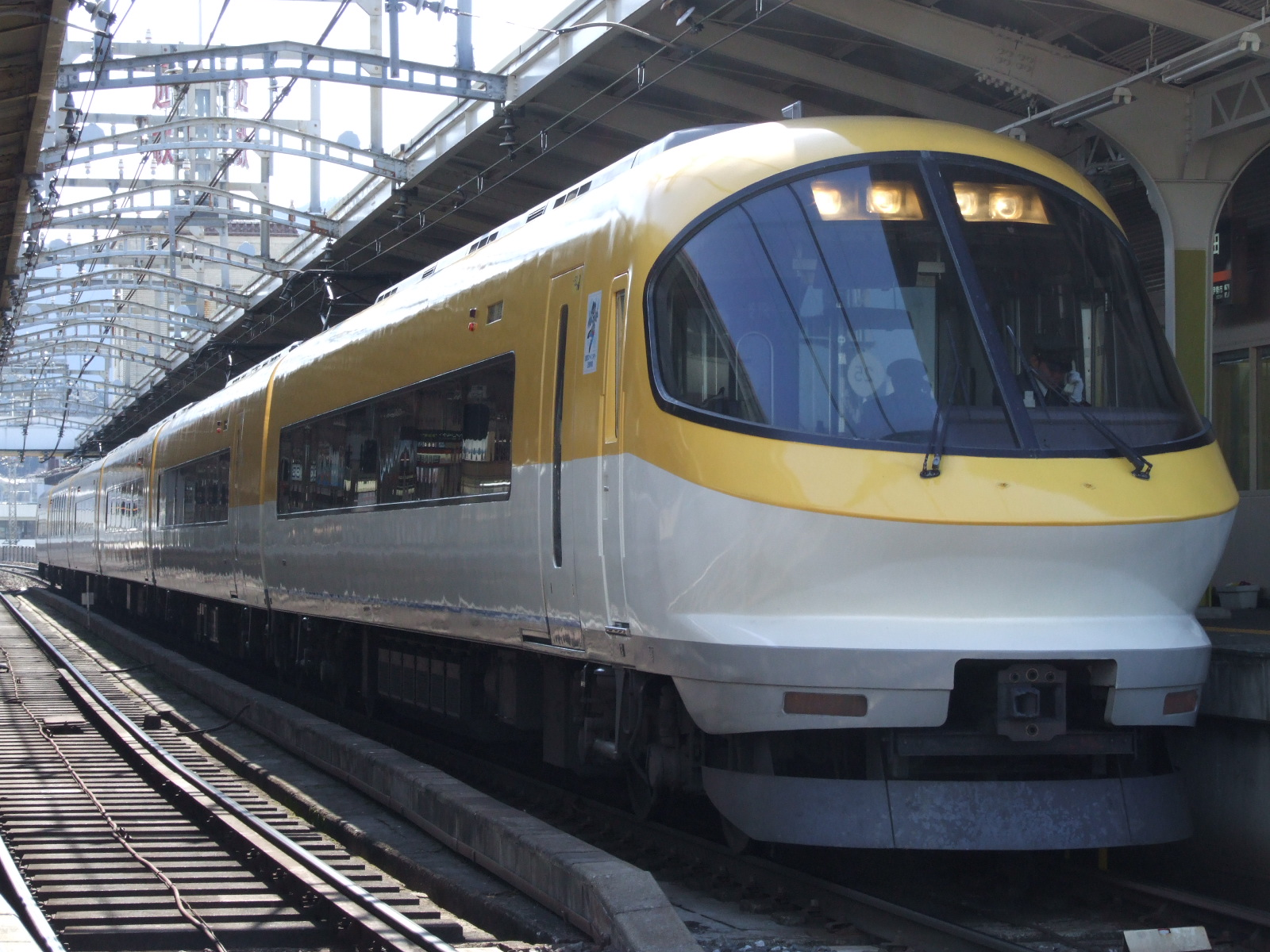
23000系「伊勢志摩ライナー」

23000系「伊勢志摩ライナー」の営業運転開始（6両編成5本）およびそれを含めた新造車両41両の増備、河内松原駅・藤井寺駅・土師ノ里駅・道明寺駅・喜志駅・富田林駅のホーム延伸工事の完成、生駒線生駒駅 - 菜畑駅間の複線化、楠駅・白木駅の待避設備完成、尺土駅の2面4線化、賢島駅改良工事の完成などにより実施された。
なお、この変更は、志摩スペイン村開園を考慮して実施した。また、連動して京都市営地下鉄烏丸線のダイヤ改正も同日実施した。
一般列車関係
- 南大阪線関係
  - 夕ラッシュ時に急行が増発され、大阪阿部野橋駅 - 橿原神宮前駅間で下り3本・上り5本、古市駅 → 橿原神宮前駅間で4本増発された。
  - 休日の朝夕に運転されていた御所線直通の大阪阿部野橋駅 - 近鉄御所駅間の急行が廃止された。これ以降は、葛城山のツツジの時期の臨時急行のみとなった。また平日夕方に運転されていた大阪阿部野橋発近鉄御所行きの準急が廃止された（近鉄御所発は2021年現在も存続）。

- 橿原線関係
  - 平日14時台に大和西大寺駅 - 橿原神宮前駅間で普通がを1往復増発。

- 生駒線関係
  - 一部区間の複線化により、朝ラッシュ時に生駒駅 - 東山駅間で普通が6本増発されるとともに、萩の台駅発着の普通は東山駅発着に変更された。また、日中は2両編成から4両編成での運転に変更され、全列車が4両編成での運転となる。

- 山田・鳥羽・志摩線関係
  - 日中を中心に、宇治山田駅 - 賢島駅間で普通が平日7本・土日5本、鳥羽駅 - 賢島駅間で普通が1往復増発され、運転区間の変更などにより同区間の運転本数が10本増発された。日中は伊勢中川駅 - 賢島駅間直通運転の形で概ね20分間隔の運行となった。この変更で、宮町駅発着の定期列車が一旦消滅した（1999年に復活）。

- 伊賀線関係
  - 上野市駅 - 伊賀神戸駅間で普通3往復が増発された。

- 養老線関係
  - 養老駅 - 大垣駅間など養老線全体で19本が増発された。

特急列車関係
- 23000系の運転開始により、上本町駅 - 賢島駅間で甲特急が平日2往復、土曜日3往復、休日4往復が、近鉄名古屋駅 - 賢島駅間で甲特急が2往復増発された。また、上本町6時10分発賢島行き乙特急が増発され、阪伊乙特急の伊勢方面行きの始発が40分繰り上げられた。
- 上本町駅 - 鳥羽駅間の13本、京都発鳥羽行き1本、近鉄名古屋駅 - 鳥羽駅間の14本を賢島駅発着に変更し、阪伊乙特急・名伊乙特急は一部時間帯を除いて毎時1本が賢島駅発着になった。
- 近鉄難波駅発伊勢志摩方面行きの特急9本を上本町駅始発に変更することにより、大阪からの伊勢志摩方面への特急（賢島行き・鳥羽行き／甲・乙とも）はすべて上本町駅始発に変更。
- 志摩スペイン村の最寄り駅（当時）となる志摩磯部駅では、これまで甲特急の一部が通過となっていたが、今回の変更ですべての特急が停車するようになった。
- 休日に上本町駅18時25分発近鉄名古屋行き名阪甲特急が増発されたほか、休日のみ運転の近鉄名古屋18時25分発近鉄難波行き名阪甲特急は近鉄名古屋16時25分発に変更された。また、近鉄名古屋7時00分（甲）・19時30分（乙）・20時30分（乙）発上本町行き特急を近鉄難波行きに変更し、近鉄名古屋発の名阪特急（甲・乙）は全列車が近鉄難波行きとなった。
- 名伊甲特急における21000系「アーバンライナー」の充当列車が、近鉄名古屋発は9時25分（これまでは11時25分発）、賢島発は12時40分（これまでは14時40分発）にそれぞれ変更された。

大阪線・山田線・鳥羽線・志摩線の阪伊・名伊甲特急では、一部区間で当時の大手民鉄での最高速度であった130km/hでの運転を開始し、該当線区を運転するそのほかの特急も120km/hに速度向上された。これにより名阪も含む乙特急、特急も初めて120km/h運転が実施された。また12000系も120km/h対応工事が実施された。
なお、同年9月21日には京都線に木津川台駅が開業した。また同年9月15日より養老線で、10月1日より伊賀線でワンマン運転を開始した。

### 1995年3月16日変更
新造車両22両の増備と、近鉄八尾駅・河内山本駅・高安駅・三山木駅のホーム延長工事が完成したことにより実施された。
大阪線では、近鉄八尾駅・河内山本駅・高安駅のホームが10両対応になったことから、上本町駅 - 高安駅間の準急で10両編成での運転が開始された。
京都線関係では、京都発近鉄宮津行き急行1本が増発、京都発新田辺行き急行1本が近鉄宮津行きに変更された。この列車は従来の急行停車駅のほか、三山木駅・近鉄宮津駅にも停車したが、当時4両分のホームしかなかった興戸駅は通過していた。また、本変更より、新田辺駅 - 大和西大寺駅間での準急（実質は各駅停車）の設定がなくなった。
このほか、鈴鹿線では信号機の増設などによる設備改善のため、最高速度が65km/hから80km/hに向上され、所要時間が短縮された。
なお、同年9月1日には他の大手私鉄とともに運賃および特急料金の値上げが実施され、初乗り運賃が120円から150円になったほか、特急料金が平均で18.6％の大幅な値上げとなり、デラックスシート料金も310円から400円に値上げされた。これに合わせて近鉄でも時差回数乗車券（オフピークチケット／10回分の運賃で12回分利用可）・土休日割引回数乗車券（サンキューチケット/10回分の運賃で14回分利用可）が導入された。

### 1996年3月15日変更
新造車両26両の増備と、大和朝倉駅・新祝園駅の待避設備完成、尺土駅・高田市駅・橿原神宮前駅のホーム延長工事が完成したことなどにより実施された。
特急列車関係
- 23000系「伊勢志摩ライナー」を1編成追加投入して京都線・橿原線でも運用を開始し、京伊特急の1往復に運用、その折り返しの関係で京奈特急1往復にも23000系が運用された。
- 大和八木駅 - 伊勢中川駅付近間で続行する名阪乙特急と京伊特急について、名古屋・伊勢方面行きにおける両系統の運転順序を入れ替え、これまでの京伊特急先行から名阪乙特急先行に改められた（近鉄名古屋行きが名張駅で一部車両を切り離す19時台を除く。なお、近鉄難波・京都行きはこれまでどおり名阪乙特急が先行）。これにより名阪乙特急の近鉄名古屋行きにおける所要時間が数分短縮された（一部列車を除く）。なお、京都駅16時15分発の賢島行き特急は宇治山田行きに変更され、宇治山田駅で近鉄名古屋発賢島行き特急に接続する形となった。
- 吉野特急では南大阪線3駅のホーム延伸に伴い、朝ラッシュ時の大阪阿部野橋行き特急の一部が橿原神宮前駅 - 大阪阿部野橋駅間で8両編成となり、26000系「さくらライナー」同士の重連（近鉄には珍しい「非貫通編成同士の重連」）も登場した。
- このダイヤ改正より運行体制の抜本的な見直しが始まり、阪伊甲特急・名伊甲特急・吉野特急のそれぞれ一部が土曜・休日および多客期のみ運転の臨時列車に格下げされた。また、休日における23000系充当の阪伊甲特急1往復（上本町駅16時10分発賢島行き、賢島駅12時20分発上本町行き）の運転が取り止めとなった。
- 同年には吉野特急用として22000系の狭軌仕様となる16400系「ACE」が営業運転を開始したほか、30000系「ビスタカー」の「ビスタEX」へのリニューアル工事が開始された（1999年までに全車完了）。また同年4月1日には名阪特急用の回数券「名阪5回数券」「名阪11回数券」が「名阪まる得きっぷ」にリニューアルされ、利用しやすい枚数および料金体系に変更された。

一般列車関係
- 大阪線関係
  - 上本町発の準急停車駅のうち、中間駅の日中の運転間隔が11分または30分間隔から約20分間隔に均等化され、所要時間を最大8分短縮した。また平日午後の下校時間帯に上本町駅 - 榛原駅間で準急が2往復増発された。

- 京都線関係
  - 大和西大寺発京都行き普通における近鉄宮津駅での特急待避を新祝園駅に変更、大和西大寺駅 - 興戸駅間各駅の発車時刻が数分繰り下げられ、新田辺駅で京都行き急行に乗り換える際の大久保駅以北への所要時間が短縮された。

- 南大阪線関係
  - 尺土駅・高田市駅・橿原神宮前駅のホームが8両対応になり、朝ラッシュ時の増結で大阪阿部野橋駅に7時30分から8時30分までに到着するすべての急行・準急は8両編成に統一された。
  - 準急の一部で多階建て列車が設定され、一般列車の多階建て列車は南大阪線関連の列車としては初の設定であった。対象となったのは大阪阿部野橋駅 - 橿原神宮前駅間の準急で、大阪阿部野橋発の場合は古市駅で後部車両の一部を解放していた車両が長野線の富田林駅まで運転されていたが、大阪阿部野橋駅の時点で橿原神宮前・富田林行き準急として多階建て列車で運転された。橿原神宮前発の列車は河内長野発の列車と古市駅で連結して大阪阿部野橋駅まで運転されていた。

- 名古屋線関係
  - 朝に1本だけ残っていた鈴鹿線平田町発近鉄名古屋行き急行が廃止され、名古屋発着の鈴鹿線直通急行が消滅した。

なお同年2月には、2610系2621Fについて、ロングシートとクロスシートの双方に変換できるデュアルシートを備えた「L/Cカー」に改造され、大阪線・名古屋線で試験運用を開始した。一方で、奈良線系統では同年より8000系の廃車が始まった。また同年10月4日より吉野線の橿原神宮前駅 - 吉野口駅間の区間列車でワンマン運転を開始した。

### 1996年4月27日変更
大阪市営地下鉄中央線のダイヤ改正に伴う東大阪線のダイヤ変更を実施した。大阪市営地下鉄中央線に合わせる形で、東大阪線は近鉄で初めて土曜日を平日ダイヤから休日ダイヤに移行し、平日ダイヤと土曜・休日ダイヤの2面立てとなった。

### 1997年3月18日変更
この変更より土曜日は休日ダイヤで運行されることとなり、平日ダイヤと休日ダイヤから、平日ダイヤと土曜・休日ダイヤに変更された。土曜・休日ダイヤではこれまでの休日ダイヤを基本とし、朝方には列車の増発および増結が実施された。
特急列車関係
- 名阪甲特急の大和八木駅または津駅に停車する列車が増加されるとともに、伊勢志摩方面の特急列車のうち、阪伊特急は4往復、名伊特急は7本が臨時列車化された。また、日中の名古屋線では主要駅停車の特急と急行の運転間隔が20分ごとに均等化された。
- 阪奈特急では平日の22時台・23時台に近鉄難波駅発近鉄奈良駅行き特急を1本ずつ増発、この2本には名阪甲特急の折り返しで21000系「アーバンライナー」が充当された（デラックスシートはレギュラーシート扱いとされた）。
- 湯の山温泉駅発近鉄名古屋駅行き特急は近鉄四日市駅行きに変更され、スイッチバック運転の定期特急はなくなった（近鉄名古屋駅発湯の山温泉行きは1983年に設定がなくなっていた）。
- この変更を前に、3連の11400系が営業運転を終了した。この時点から2016年9月10日の16200系（観光特急「青の交響曲」）運行開始まで、近鉄特急の編成両数はすべて偶数となっていた。

一般列車関係
- 大阪線では上本町駅 - 青山町駅間に急行が増発され、日中の快速急行および急行は1時間あたり3本になった。
- 奈良・京都線系統に新造車両6両が増備され、京都線では平日朝方に高の原駅発京都駅行き急行、近鉄宮津駅発近鉄奈良行き普通がそれぞれ1本ずつ増発された。
- 前年2月より2610系2621Fを改造して大阪線・名古屋線で試験運用を行ってきた「L/Cカー」が本格的に導入されることになり、5800系として同年夏より大阪線・名古屋線・奈良線で順次営業運転を開始した（1998年までに46両を投入して8000系などと置き換えた）。また2610系・2800系の一部が1998年までに「L/Cカー」に改造された。

直後の4月1日には消費税率の引き上げ（3％→5％）および特別地方消費税の導入に伴い、運賃および特急料金の改定が実施された（10km までの区間の普通運賃（150円・200円・250円＝一部路線における加算額を除く）と 40km までの区間の特急料金（500円）は据え置かれた）。

### 1997年5月22日修正
京都市営地下鉄烏丸線・北山駅 - 国際会館駅間の延伸開業に伴い、京都線などで相互直通列車を中心に運転時刻および車両運用を変更するダイヤ修正が実施された。なお、延伸区間は6月3日の正午に開業し、それまでは「予行運転」の形で回送列車として運転された。

### 1997年12月11日変更
大阪港トランスポートシステム（OTS）テクノポート線・大阪港駅 - コスモスクエア駅間（2005年7月1日より大阪市営地下鉄中央線に編入）の開業に伴い、相互直通の東大阪線・大阪市営地下鉄中央線でダイヤ変更、土曜・休日の朝方に生駒駅発コスモスクエア行きが2本増発された。なお、OTS線は12月18日の正午に開業し、それまでは「予行運転」の形で回送列車として運転された。

### 1998年3月17日変更
青山町車庫の使用開始に伴うダイヤ変更を実施した。
特急列車関係
- 土曜・休日ダイヤの夕方に名阪甲特急が2往復増発され、これにより名阪甲特急は平日ダイヤで15往復、土曜・休日ダイヤで18往復の運転になった。
- 阪伊乙特急では、平日朝方に伊賀神戸駅発上本町行き特急1本（桔梗が丘駅にも停車）が、平日深夜に近鉄難波駅22時30分発名張行き特急1本がそれぞれ増発された。
- 伊勢志摩方面の「伊勢志摩ライナー」の運用が見直され、阪伊特急は平日ダイヤで4往復、土曜・休日ダイヤで6往復に、名伊特急は3往復に変更され、それぞれ乙特急主体の運用に改められた。また、阪伊甲特急の5往復は臨時列車に変更された。
- 湯の山特急は名阪乙特急との併結運転（近鉄難波駅 - 白子駅間）が行われなくなり、湯の山線内のみでの運転（3往復から2往復に削減）に変更された。
- 吉野特急では、平日朝方に下市口駅発阿部野橋行き特急1本が増発された。
- 禁煙号車が変更されるようになり、大阪地区と阪伊・名伊特急および「伊勢志摩ライナー」の全列車は1・3・5・7号車が、名古屋地区と名阪特急は2・4・6・8号車が禁煙車になった。

一般列車関係
- 土曜・休日の4往復に限り京都駅 - 近鉄奈良駅間で快速急行が設定された。当時の停車駅は、京都駅・竹田駅・近鉄丹波橋駅・大和西大寺駅・近鉄奈良駅であった。
- 吉野線の飛鳥駅が棒線駅から交換可能駅になり、岡寺駅における2列車対向待ちが解消された。
- 鈴鹿線は昼間時に毎時1本あった近鉄四日市駅への直通普通列車および夕方の近鉄四日市駅への直通急行列車がなくなり、朝の一部の直通急行列車を除いて線内折り返し運転に変更された。これに伴い近鉄四日市駅 - 伊勢若松駅間の普通列車も毎時4本から3本に削減された。なお鈴鹿線は同年6月13日よりワンマン運転を開始した。

その他
- このダイヤ変更より昼間点灯を全列車で開始した。

### 1999年3月16日変更
以下のダイヤ変更を実施した。
特急列車関係
- 吉野特急の停車駅相互間の特急料金が一律500円になり、最大370円値下げされた。
- 吉野特急の停車駅に尺土駅・福神駅・六田駅が、京都駅を21時以降に発車する京奈特急・京橿特急の停車駅に高の原駅が追加された。また、名阪甲特急の大和八木駅に停車する列車が1往復増加した。これに伴い、前年に設定された下市口駅始発の特急が六田駅始発に変更された。
- 阪奈特急は平日日中の6往復が削減された。

このダイヤ変更より、駅務の合理化のため、近鉄特急乗客の降車時における特急券回収方法が変更され、駅備付の特急券回収箱に投入および改札口の駅務員が特急券を一度確認した上で直接回収する方式へと単純化された。このため、特急は全列車・全駅においてドアカットを廃止し、すべての扉を開ける様になった。なお、このダイヤ変更以前は、原則的に特急券を回収する駅務員を開放する扉付近に立たせて行っていたが、列車によっては車掌が車内改札時に同時に特急券を回収する場合もあった。また、特急券の確認は車内改札を強化することで対応した。
一般列車関係
- 御所線では尺土駅が特急の停車駅になったことを受けて夜間に8往復増発された一方、吉野線では橿原神宮前駅 - 壺阪山駅間の日中8往復の運転が取りやめられた。
- 山田線・鳥羽線・志摩線を直通している普通の運転区間が伊勢中川駅 - 宇治山田駅間と宮町駅 - 賢島駅間に変更され、鳥羽線では平日ダイヤで19本、土休日ダイヤで20本、志摩線では24本の普通が削減された（概ね20分間隔から30分間隔に）。
- 道明寺線・御所線・湯の山線でワンマン運転が開始された。
- 北勢線では日中の楚原駅発着列車が北大社駅発着に短縮された。

同年6月には、葛城索道線（葛城山ロープウェイ）の索道搬器（ゴンドラ）が新型のものに取り替えられた。
同年より年末・年始に加えてお盆の期間（原則として8月13日 - 8月15日）も土曜・休日ダイヤで運転されるようになった。
一方、同年10月1日には赤字状態が続いていた直営のバス事業（自動車局）が分社化され、乗合バス（高速バス・空港リムジンバスを含む）は近鉄バスとして、貸切バスは近鉄観光バス（2006年に近鉄バスに統合）として再スタートした。

### 1999年12月4日修正
伊賀線では、伊賀上野駅で接続するJR関西本線のダイヤ改正（急行「かすが」名古屋駅行きの運転時刻繰り下げなど）に伴い、伊賀上野駅 - 上野市駅間の一部列車で時刻変更が行われた。

## 2000年代

### 2000年3月15日変更

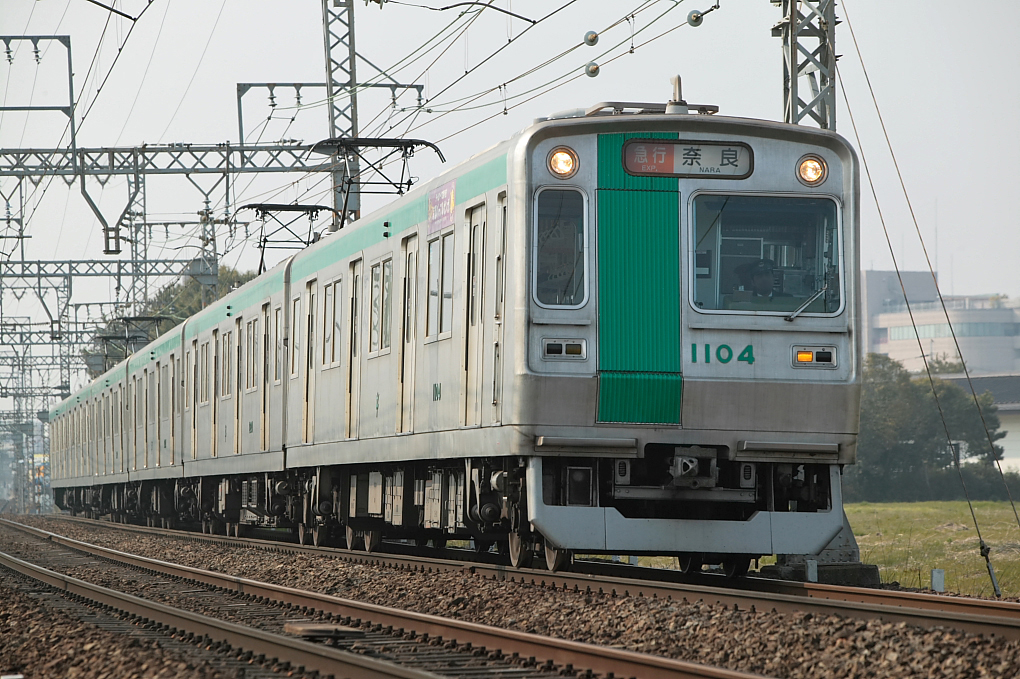
国際会館駅 - 近鉄奈良駅間直通の急行
（京都市10系）

このダイヤ変更では、京都市営地下鉄の近鉄線乗り入れ区間を拡大するなどを実施したため、京都市営地下鉄烏丸線も同時にダイヤ改正を実施した。
特急列車関係
- 名阪乙特急の一部列車に21000系「アーバンライナー」が充当されるようになったほか、近鉄名古屋発津行きの最終特急が5分繰り下げられ、東京駅からの「のぞみ」から乗り換えができるように変更された。また、伊賀神戸駅・久居駅に停車する特急が増加した。
- 京都駅 - 賢島駅間の特急のうち平日日中の2往復が京都駅 - 橿原神宮前駅間の運転に変更された。

一般列車関係
- 京都線関係
  - 京都市営地下鉄烏丸線国際会館駅 - 近鉄奈良駅間で相互直通急行が運転を開始し、平日ダイヤに12往復、土曜・休日ダイヤに14往復が設定された。相互直通急行の運転開始により、京都駅 - 近鉄奈良駅間の急行は快速急行に変更され、竹田駅で相互直通急行と接続していた。
  - 早朝2本のみ宮津車庫からの出庫目的で近鉄宮津発国際会館行き普通も設定された。
  - 急行の停車駅に新祝園駅、準急の停車駅に向島駅が追加されたほか、興戸駅ホーム延長工事の完成により、京都発近鉄宮津行き急行の停車駅に興戸駅が追加された。
  - 上鳥羽口駅での待避が行われるようになった。なお、同駅の高架化は1999年11月に完成。

- 奈良線関係
  - 上記の直通急行の設定のほかに、新大宮駅でのホーム延長工事が完成したことに伴い、京都線方面列車を含めての快速急行の停車を開始し、京都線快速急行や地下鉄直通急行が設定されたことによって近鉄難波駅 - 近鉄奈良駅間の準急は日中の運転区間が一部列車を除き近鉄難波駅 - 大和西大寺駅間に短縮された。また、新大宮駅ホーム延長工事完成に関連して、同日より大和西大寺駅 - 近鉄奈良駅間の短距離の普通列車の一部が10両編成での運転となった。
  - 平日の朝8時台に近鉄難波発近鉄奈良行き快速急行1本が増発された。これは今回の変更前までは近鉄難波行き快速急行が折り返し回送列車となって大和西大寺駅へ向かい、大和西大寺駅からは近鉄奈良行き普通として運転していたものを立て替える形となった。

- 橿原・天理線関係
  - 日中の天理駅発着の急行の一部を橿原神宮前駅発着に変更し、橿原神宮前駅発着の急行は日中は毎時3本の運転となった。その代替として平端駅 - 天理駅間に普通が別途設定された。また、日中の大和西大寺駅 - 天理駅間の普通の一部が平端駅 - 天理駅間に短縮され、日中の大和西大寺駅 - 平端駅間の普通は毎時5本から毎時4本に削減された。

- 名古屋線関係
  - 急行の所要時間が短縮され、平日朝ラッシュ時の近鉄四日市駅 → 近鉄名古屋駅間は36 - 40分から33 - 36分に、日中の津駅 → 近鉄名古屋駅間は61 - 70分から58 - 60分に短縮された。
  - 日中の近鉄名古屋駅 - 近鉄四日市駅間の急行・準急、近鉄名古屋駅 - 富吉駅間の普通（一部富吉発着の準急、近鉄四日市以南発着の普通の設定あり）の1時間あたりの運転本数がそれぞれ3本に変更され（準急と普通を各1本削減）、近鉄弥富駅で急行と準急が、近鉄蟹江駅または富吉駅で準急と普通がすべて接続するダイヤに変更された。

- 支線関係
  - 伊賀線で列車の本数が削減（一部は臨時列車に格下げ）された。
  - 北勢線の北大社駅 - 阿下喜駅間の列車が減便され、日中に運行間隔が2時間開く時間帯ができた。
  - 養老線で土曜・休日の初発として運行されていた西大垣発大垣行きが廃止された。運行距離は鋼索線を除けば近鉄全線中で最短の1.8kmであった。これ以降は道明寺線列車の2.2kmが最短となった。

- 鋼索線関係
  - 生駒鋼索線で、車両の老朽化と生駒山上遊園地の活性化のため、宝山寺1号線用のコ1形「いのり」（車番は1）「めぐみ」（同2）がコ11形「ミケ」（同11）「ブル」（同12）に、山上線用のコ5形「こぐま」（同5）「はくちょう」（同6）がコ15形「ドレミ」（同15）「スイート」（同16）にそれぞれ置き換えられた。またこの変更時より宝山寺線と山上線をまたがって利用する際の普通運賃（大人片道）が540円から350円に値下げとなった（定期運賃は変更なし）。

車両関係
- この変更よりシリーズ21の第1陣である3220系が営業運転を開始した。京都市営地下鉄直通用の同系列も3200系同様他車との連結運転ができないため限定運用を組んでいる。また1992年3月19日変更で一旦は奈良線の定期運用を失った3200系が、車両運用の効率化を目的として再び奈良線での運用を行うようになった。なお3220系も3200系と共通運用となった。また同年夏には5820系（L/Cカー）・9020系が奈良・京都線で相次いで営業運転を開始した。
- 12000系・18400系の特急2形式が同年までに営業運転を終了し（団体用に格下げされた 18409F を除く）、12200系についても同年より廃車となる編成が出ている。

### 2001年3月22日変更
以下の変更を実施した。
一般列車関係
- 大阪線では、快速急行の停車駅に五位堂駅が追加されたほか、朝ラッシュ時の快速急行・区間快速急行の所要時間が名張駅 → 上本町駅間で最大8分短縮され、同区間の最短所要時間は59分になった。
- 生駒線では、日中の一部列車が4両編成から3両編成（8000系・8400系）に変更された。
- 南大阪線では朝ラッシュ時の古市駅 → 大阪阿部野橋駅間の急行の所要時間が最大4分短縮され、最短所要時間は17分に短縮された。
- 名古屋線では日中の近鉄名古屋駅 - 津新町駅間の急行が近鉄名古屋駅 - 伊勢中川駅間に変更され、伊勢中川駅では上本町駅 - 宇治山田駅間の急行と接続するようになった。
- 山田線では、伊勢中川駅 - 宇治山田駅間の普通が日中毎時3本から毎時2本に削減された。
- 同年5月30日より、宮町駅 - 賢島駅間の普通列車でワンマン運転を開始した。

特急列車関係
- 大阪市にユニバーサル・スタジオ・ジャパンの開業にともない、名阪特急が2往復増発された（途中停車駅は上本町・鶴橋・津・近鉄四日市・桑名の各駅）。その増発分のうち1往復には名阪特急としては初めて23000系「伊勢志摩ライナー」が充当され、これに伴って23000系の名伊特急（甲・乙）運用時における編成の向きがこれまでとは逆になったほか、登場以来初めて近鉄難波駅への乗り入れを開始した。なお、このダイヤ変更にあわせて、23000系のサロン料金が値下げされた。
- 吉野線の六田駅始発の特急が吉野駅始発に変更され、六田駅始発が一旦なくなったが、2年後の2003年に再設定された。
- 今回の変更時より、近鉄特急の車内改札が原則として省略され、全列車において車掌が所持する携帯端末により着席状況を確認するシステムが導入された。

その他
- 同年2月1日には青山町駅以西の主要線区でストアードフェアシステムが導入され、「スルッとKANSAI」対応カードの取り扱いを開始した。これに伴って普通乗車券における途中下車の制度が廃止されたほか、普通乗車券（片道）の有効期間が距離にかかわらず「乗車当日限り」に変更された。また同年10月14日には青山町駅以西の主要線区で「Jスルーカード」の取り扱いを開始した。

車両関係
- 「シリーズ21」の4形式目として9820系が奈良・京都線系統で営業運転を開始した。
- 同年11月には大阪線・山田線で運転されている鮮魚列車の専用編成が1481系から2680系2683Fに変更された。
- 前述の宮町駅 - 賢島駅間のワンマン運転化により、1200系1201F - 1204F、1230系1231F・1232F、1233系1240系がワンマン対応改造された。これにより1200系1201F - 1204Fは1201系に、1233系は1240系に形式変更された。

### 2002年3月20日変更
特急列車関係
- 特急の停車駅に近鉄丹波橋駅が追加された。また、近鉄難波発近鉄奈良行き特急が2本増発され、平日ダイヤにおける阪奈特急の近鉄奈良行きは近鉄難波駅発16時台から23時台までの各時間帯で最低でも1本は運転されるようになった。
- 近鉄四日市駅 - 湯の山温泉駅間の特急は土曜・休日ダイヤのみの運転となった。
- 車内販売が全廃となった。

一般列車関係
- 名古屋線では急行の停車駅に近鉄蟹江駅が追加されるとともに、平日ダイヤでは近鉄名古屋行き急行が3本増発された。これに伴い昼間時の準急が近鉄名古屋駅 - 富吉駅間の運行となり、毎時3本から2本に削減された。
- 南大阪線では、古市駅 - 橿原神宮前駅間の普通の一部でワンマン運転が開始された。

車両関係
- 同年には「シリーズ21」の導入線区が拡大され、大阪線に5820系（5850番台）が、南大阪線に6820系がそれぞれ投入された。
- 奈良線最初の大型車両となった900系、近鉄で最後の単位スイッチ式抵抗制御車両であった名古屋線の2470系がそれぞれ同年までに営業運転を終了した。一方で年末には21020系が竣工し、まずは団体臨時列車で運用を開始した。

### 2003年3月6日変更

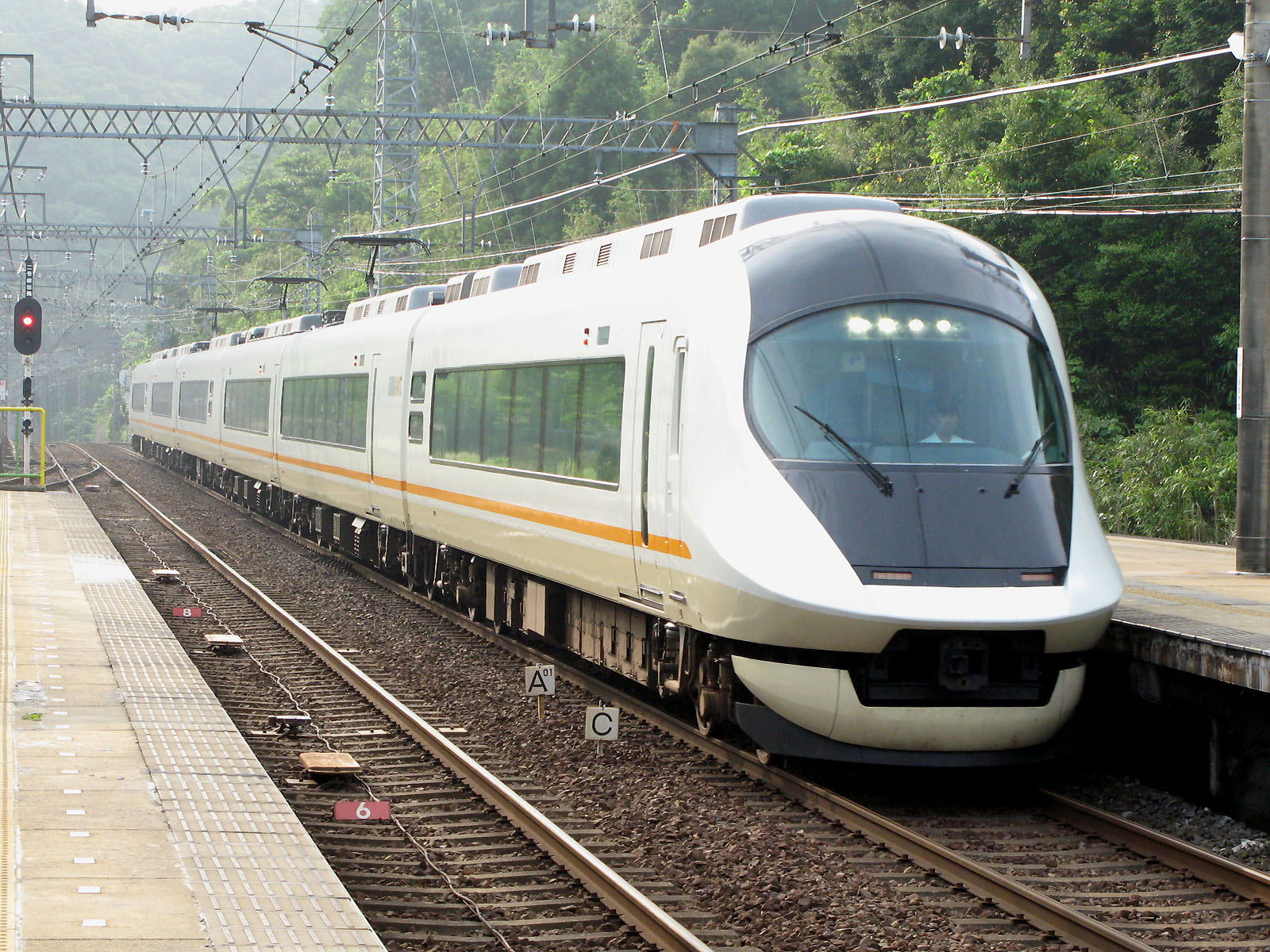
21020系「アーバンライナーNext」

原則として3月中旬に実施するダイヤ変更は、この年は例年より10日程度早めて3月上旬に実施した。また、京都市営地下鉄烏丸線のダイヤ改正も同日に実施した。
特急列車関係
- 阪伊乙特急のうち、平日ダイヤの40本と土曜・休日ダイヤで38本が大和高田駅・榛原駅にも停車するようになった。また、上本町駅発着の阪伊特急（甲・乙）の一部が近鉄難波駅発着に変更され、車両運用の関係から23000系「伊勢志摩ライナー」が阪奈特急・京橿特急の一部にも充当されるようになった。
- 前年12月23日より団体列車として暫定的に就役した21020系「アーバンライナー・ネクスト」が本格的な営業運転を開始し、名阪甲特急の平日ダイヤ4往復、土曜・休日ダイヤ5往復に充当された。以降、21000系「アーバンライナー」についても「アーバンライナーplus」へのリニューアル工事が開始された（2005年までに全車完了）
- 阪伊乙特急と京伊特急との併結運転が27年振りに行われるようになり、5往復が併結運転を実施し、大和八木駅で増解結されるようになった。号車番号は阪伊乙特急が「1号車、2号車…」、京伊特急が「A号車、B号車…」とされた。大阪線の特急ダイヤの関係などから、京都駅発着の特急は日中の42本で運転時刻が5分程度繰り下げられた。
- 単独運転の京伊特急の全列車が名張駅・伊勢中川駅に停車するようになった。また、名伊甲特急が津駅に停車を開始した。
- 阪奈特急では、土曜・休日ダイヤ10・11・12時台の近鉄難波駅発近鉄奈良行き3本の運転が取り止められた。
- 吉野特急では、平日早朝に六田駅始発の大阪阿部野橋行きが設定された（吉野駅 - 六田駅間の運転取り止めによるもの）。
- 今回の変更より吉野特急以外での号車順序が変更され、名古屋方面行きと大阪方面行きとで逆になっていた名阪特急は両方向とも「名古屋方が1号車」に統一されたほか、阪伊・京伊・京奈・京橿・阪奈の各特急は「伊勢志摩・奈良・橿原神宮前方が1(A)号車」に変更された。
- 今回の変更より禁煙車がさらに拡大され、21020系およびリニューアル後の21000系は全席禁煙として編成内に喫煙コーナーが設けられた。

一般列車関係
- 大阪線では急行の停車駅に河内国分駅が、快速急行の停車駅に美旗駅が追加された。これに伴って榛原駅発着の準急の一部が普通に変更（その代替として上本町駅 - 高安駅間に準急を別途設定）されたほか、名張駅 - 青山町駅間および上本町駅 - 高安駅間で普通の一部が削減された。
- 京都線関係では、平日朝ラッシュ時の急行の所要時間が橿原神宮前駅・天理駅 → 京都駅間で最大9分短縮された。また、快速急行が廃止されて急行になり、日中の急行は10分間隔で運転されるようになった。これにより、新田辺駅 - 大和西大寺駅間では日中の普通が毎時4本運転でありながら、一部の駅で次列車との間隔が最大22分も開くことになった。
- 橿原線関係では、日中の大和西大寺駅 - 橿原神宮前駅間の急行の一部が普通に変更され、同区間では普通が日中も毎時4本運転となった。
- 奈良線では直後の3月19日より、平日朝ラッシュ時の10両編成で運転される近鉄奈良駅・大和西大寺駅発近鉄難波行き快速急行について、最後尾（10両目）の車両を「女性専用車両」とした。
- 生駒線では再び全列車が4両編成で運転されるようになった。
- 南大阪線関係では、平日夕ラッシュ時の大阪阿部野橋発河内長野行き準急を急行とし、同区間の所要時間が最大8分短縮された。

車両関係
- 大阪線にも9020系（大阪線用は50番台）1本が新製投入され、5820系 (大阪線用50番台) がさらに1本増備された。
- 片側4扉固定クロスシート車の2600系が営業運転を終了した。

経営関係
- 直後の4月1日にて、北勢線が三岐鉄道に移管された。

### 2004年3月18日変更
特急列車関係
- 名阪甲特急が土曜・休日の早朝（双方6時00分発）に1往復増発されたほか、2001年に増発された甲乙中間タイプの特急（上本町・鶴橋・津・近鉄四日市・桑名停車）2往復が廃止された（そのうちの1往復に充当されていた23000系「伊勢志摩ライナー」は引き続き名阪甲特急の1往復に充当）。最終の近鉄難波駅21時30分発桑名行き特急が近鉄名古屋駅まで延長された。
- 阪伊特急（甲・乙）では近鉄難波駅発着の本数が拡大された。
- 土曜・休日ダイヤのみ運転していた湯の山特急が廃止されたほか、吉野特急でも平日の橿原神宮前駅 - 吉野駅間で7本が削減された（このうち6本は不定期列車化）。また京奈特急の平日夕方の1往復（近鉄奈良駅15時30分発、近鉄京都駅16時05分発）も削減された。

一般列車関係
- 奈良線では、夕方以降における快速急行の一部が急行に置き換えられた。これに伴って準急の一部が削減され、東生駒駅発着の普通の一部が大和西大寺駅もしくは近鉄奈良駅発着に変更された。なお、同年6月6日にはあやめ池遊園地が閉園となり、冬季を除く土曜・休日に行われていた快速急行・急行の菖蒲池駅臨時停車もこの日限りで（一旦）終了した。
- 生駒線では、1021系・1031系4両編成によるワンマン運転が全列車で開始された（大型車の4両編成によるワンマン運転は近鉄初）。
- 名古屋輸送統括部管内では普通のワンマン運転区間が拡大され、名古屋線の伊勢中川駅 - 白塚駅間と山田・鳥羽・志摩線の全線で行われるようになった。これに伴って近鉄名古屋駅・近鉄四日市駅から伊勢中川駅方面への普通は半数以上が白塚駅発着に変更、山田・鳥羽・志摩線の普通は白塚駅 - 賢島駅間の直通運転が基本となり、宮町駅折り返しの普通は平日ダイヤでは朝方の1往復、土休日ダイヤでは朝方の宮町行き1本のみとなった。東青山駅 - 伊勢中川駅間の普通は、この変更以前は原則として名古屋線車両を使用していたが、この変更より一部列車を除き大阪線車両での運行に変更となった。
- 大阪・名古屋線では、伊勢方における折り返し時間の短縮による車両運用の効率化のため、大阪・名古屋方面行きにおける快速急行・急行の日中の運行パターンが変更され、宇治山田駅（一部五十鈴川駅）発の上本町行き快速急行・急行は約20分、同じく近鉄名古屋行き急行は約15分、それぞれ運転時刻が繰り下げられた（伊勢方面行きは変更なし）。また鳥羽駅発着の快速急行・急行が削減され、五十鈴川駅または宇治山田駅の発着となった。

車両関係
- 前述のワンマン運転区間の追加に伴い、1200系1205F - 1210F、1253系1259F、1020系1021F - 1025F、1026系1031F - 1034Fが新たにワンマン改造された。これによりワンマン対応車両となった1200系1205F - 1210Fは1201系に編入され、1253系は1259系、1020系は1021系、1026系は1031系にそれぞれ形式変更され、1020系と1200系のク1300形は形式消滅した。

### 2005年3月25日変更
全体的には小幅に留まったが、2005年日本国際博覧会（愛知万博）来客者の利便を図るため、臨時の名阪乙特急・名伊乙特急が増発された。なお名阪乙の方は愛知万博終了後も臨時運転を継続していた。愛知万博開催初日にダイヤ変更日を合わせたため、例年よりも1週間程度遅いダイヤ変更日となった。
直後の5月21日には、名古屋線・近鉄八田駅周辺の高架化が完了し、近鉄八田駅のキロ程が変更（近鉄名古屋方に 0.2km 移動）された。

### 2006年3月21日変更
特急列車関係
- 2005年に臨時増発された名阪特急が定期列車化された。

一般列車関係
- 東大阪線がけいはんな線に改称され、「ゆめはんな」と言う統一愛称が名付けられた上で生駒駅 - 学研奈良登美ヶ丘駅間（奈良生駒高速鉄道が第三種鉄道事業者として保有）が開業する準備などを目的とした変更であった。けいはんな線の延長区間は同年3月27日に開業している。
- けいはんな線の列車は直通する大阪市営地下鉄中央線と同様に昼間時7分間隔から7.5分間隔となり日中の発着時刻をほぼ統一した。ただし日中時の半数の列車は輸送需要の関係で近鉄線内は生駒駅発着（厳密には折返しの関係で東生駒信号場）とした。
- けいはんな線は全列車がワンマン運転（大型車の6両編成によるワンマン運転は近鉄では初めて）となり、駅での停車時間が伸びることから信号設備および第3軌条の改良を行って駅間の最高速度が 70km/h から 95km/h（第3軌条集電方式における国内最高速度）に引き上げられたほか、安全対策として各駅のホームにはセンサー付の柵が取り付けられた。
- この開業に合わせて近鉄では7020系を4編成新造して2004年12月より順次営業運転を開始、既存の7000系についても開業までに7020系に準じたリニューアル工事（ワンマン改造および制御装置の更新を含む）が全編成に施された。一方の大阪市交通局では20系の谷町線所属編成（2630番台）全編成を中央線に転属させ、けいはんな線でのワンマン運転および高速化対応工事を実施した。なお20系のワンマン運転および高速化対応工事を行っていた期間は、大阪市交通局側の編成が不足するため、近鉄の7000系または7020系を1編成大阪市交通局に貸し出した（時期により貸し出した編成は異なっていた）。貸し出した7000系または7020系は、大阪市交通局所属車両の運用に入っていた。
- これに関連して、新20系の中央線所属編成（24000番台）および旧OTS所属車両は4編成を残して谷町線に転属（22050番台に改番）となった。
- 既存の長田駅 - 生駒駅間に加え、今回の新規開業区間でも建設費回収のため加算運賃が設定された（2013年9月現在でも継続中／最大130円）。
- そのほかの路線では、奈良線の列車体系が一部変更され、準急の停車駅に東花園駅を追加、また、これまで日中の普通の運転区間は近鉄難波駅 - 大和西大寺駅・東生駒駅間の2系統あったが、東生駒駅発着の列車は東花園駅発着に変更され、額田駅・枚岡駅・瓢箪山駅に停車する区間準急が近鉄難波駅 - 大和西大寺駅間で運転を開始した。近鉄での新規列車種別の設定は1978年の区間快速急行以来28年振りであった。
- 山田・鳥羽・志摩線では、宮町駅折り返しの普通が消滅した。
- 道明寺線では、日中の運行を15分間隔から20分間隔に減便した。

車両関係
- ワンマン運転対応車両の追加改造が実施され、名古屋線所属の1010系から3編成、2430系から2編成、9000系から5編成、1253系から5編成、1437系から3編成が2008年ダイヤ変更直前までにワンマン運転対応に改造された。これによって2430系のワンマン対応編成は2444系に、1437系のワンマン対応編成は1440系に形式名変更され、1253系のワンマン対応編成は先行して登場した1259系に編入された。

### 2007年3月22日改正
このダイヤ改正では、急行の停車駅の追加および始発列車と最終列車の見直しが行われた。
橿原線では土休日ダイヤの日中に急行が西ノ京駅に停車するようになった。奈良線では区間準急の運転時間帯が拡大されるとともに、全線区で駅間の基準運転時分が算定方式の変更と制限速度見直しによって変更された。
生駒鋼索線では、山上線の最終の繰り上げと始発の繰り上げが実施されるとともに、運転間隔が山上線・宝山寺線ともに40分間隔に変更された。
直後の4月1日より、一部線区を除いて「PiTaPa」「ICOCA」の取り扱いが開始された。
なお同年10月1日にて、伊賀線と養老線がそれぞれ伊賀鉄道と養老鉄道に分社化された（両線は近鉄が第三種鉄道事業者として線路を保有し、各新会社が第二種鉄道事業者として列車を運行）。これにより、岐阜県内から近鉄の運行路線がなくなった。

### 2008年3月17日改正
このダイヤ改正では、奈良線・名古屋線で特急列車の増発が行われ、平日では近鉄難波駅発近鉄奈良行き最終の特急が15分繰り下げられた。
特急列車関係
- 近鉄名古屋駅を22時以降に発車する全ての乙特急の発車時刻が繰り下げられた。また平日夜間のみ、松阪駅始発の名伊乙特急が増発された。

一般列車関係
- 各線区とも、ダイヤの変更は小幅に留まったが、一部の列車の削減や一部列車での列車編成両数の見直しが実施されている。

車両関係
- 同年以降に2回目の車体更新 (B更新) を施工した車両は、編成1箇所に車椅子スペースが設置された（養老鉄道車両を除く） 。
- 奈良線では、阪神電気鉄道との相互直通運転を翌年に控え、近鉄乗務員における阪神所属車両の習熟訓練のため、連続急勾配区間を含む東花園駅 - 大和西大寺駅間で阪神所属車両の試運転列車が設定された。阪神からは同年5月までに1000系2連2本と9000系6連1本が陸路にて高安車庫に搬送され、一方の近鉄からは阪神側の習熟訓練用として同年8月までに9020系2連2本と1252系2連2本が陸路にて阪神の尼崎車庫に搬送された。

### 2009年3月20日改正
阪神なんば線の開通に伴う、阪神電気鉄道（阪神）との相互直通運転開始によるダイヤ改正が実施された。このため、阪神と同日のダイヤ改正となり、また京都市営地下鉄烏丸線も同日に改正した。
この改正では奈良線関係を中心に実施され、快速急行が阪神本線の三宮駅（現：神戸三宮駅）まで、準急・区間準急・普通が尼崎駅まで乗り入れた。近鉄では1252系（1271F - 1276F）・1026系（1027F - 1029F）・5800系（L/Cカー）・5820系（同）・9020系・9820系の合計48編成が、阪神では1000系・9000系がそれぞれ相直用車両に使用されることとなった。
ダイヤ変更にあわせて、上本町駅が大阪上本町駅に、近鉄難波駅が大阪難波駅に、富洲原駅が川越富洲原駅にそれぞれ改称された。
南大阪線ではあべのハルカス建設に関連した大阪阿部野橋駅近辺の再開発に伴う改良工事が一部完成し、駅構内の停車場中心の位置を東にずらして1番線と2番線のホームを8両編成対応から7両編成対応に短縮した。これにより営業キロが0.1km短縮となった。
特急では、平日に大阪難波駅23時10分発大和八木行き特急が増発された。また、23000系「伊勢志摩ライナー」の名阪特急への運用が取り止められたほか、直後の4月1日より特急車両22600系「Ace」が営業運転を開始した。
直前の3月1日をもって、「Jスルーカード」の自動改札機および自動精算機での取り扱いを終了した（JR西日本についても同じ）。

### 2009年8月30日変更
けいはんな線・大阪市営地下鉄中央線でダイヤ改正が行われ、平日朝ラッシュ時のコスモスクエア行きは大半が学研奈良登美ヶ丘駅始発に変更された。車両運用も大幅に変更され、両者の車両がそれぞれ相手線内で夜間留置となる「外泊運用」が設定された。

## 2010年代

### 2010年3月19日変更
2010年9月16日に創業100周年を迎えたこの年のダイヤ変更は、平城遷都1300年祭が行われるのにあわせて、特急列車が増発されるなどのダイヤ変更が行われた。
特急列車関係
- 名伊・阪伊乙特急の一部は従来鳥羽駅発着であったが、午前中の列車は半数近くが宇治山田駅で折り返しとなった。ただし年末年始や夏季などの繁忙期は鳥羽駅まで延長運行される。
- 名伊・阪伊甲特急は削減され、平日の列車は運転されなくなった。
- 前年のダイヤ変更で増発された大阪難波駅23時10分発大和八木駅行き特急（平日のみ運転）が名張駅行きに延長された。
- 土休日ダイヤ日中の京橿特急が西ノ京駅に停車するようになった。
- 平城遷都1300年を記念して、近鉄名古屋駅 - 大和西大寺駅間の名奈特急が土休日ダイヤで1往復設定され、近鉄名古屋駅 - 大和八木駅間で名阪乙特急と併結運転が行われた。この列車は臨時列車で、運転日は6月26日・7月31日・8月1日・9月26日を除く4月24日から11月7日までの土休日。

一般列車関係
一般列車では、大阪線・吉野線・京都線などで平日54本、土休日76本の列車が削減された。奈良線では朝ラッシュ時の大阪難波駅発近鉄奈良駅行き快速急行1本が、近畿大学附属小学校・幼稚園の開講日に限り菖蒲池駅に臨時停車するようになった。
信貴線では、日中の運行を15分間隔から20分間隔に減便した。
車両関係
前年の10月から同年2月までに落成した22600系2次車(2両編成11本22両) が順次運用を開始した。これにより12200系の2両編成が2本廃車された。
同年4月29日から30000系ビスタEXの階下席が3人 - 5人用のグループ専用席とされ、これに合わせて第1編成が階下席と車内のリニューアル更新（階下席のみ先行して更新され2011年3月までに全編成が、B更新は2012年までに全編成の更新を完了）が行われた。リニューアル階下席の試験運用として、同年10月までは阪伊乙特急の限定運用とされた。
同年6月19日には、22600系の狭軌仕様となる16600系「Ace」が吉野特急で営業運転を開始した。
同年3月に施工された2610系2622FのB更新を最後に、一般車の車体更新が2012年まで中断された（5200系は継続）。

### 2011年3月16日変更
このダイヤ変更では、奈良線で特急列車の増発、南大阪線・吉野線では特急列車・一般列車の削減などが行われた。
特急列車関係
2011年4月2日 - 6月25日・9月3日 - 11月23日の土休日と8月15日に昨年同様の名奈特急が設定されたが、この変更より新たに西ノ京駅に停車となった。
同日より特急のデラックスシート料金がこれまでの一律料金（大人410円）から距離別の料金（大人200円 - 500円）に変更され、レギュラーシート扱いとされてきた阪奈特急についてもデラックスシート料金を徴収するようになった。
車両関係
同年4月から10月にかけては26000系「さくらライナー」のリニューアル工事が行われ、吉野方から2両目の車両がデラックスシート車になった。

### 2012年3月20日変更
このダイヤ変更は白紙ダイヤ変更となった。この白紙ダイヤ変更は2010年度には既に検討が開始されていた。
このダイヤでは過去最大の運転本数の削減が行われ、平日では236本が削減された。また、阪神と京都市営地下鉄烏丸線のダイヤ改正もこの変更に連動して同日に実施した。
特急列車関係
白紙ダイヤ変更のため、全体的に特急列車の本数の見直しや停車列車の拡大が行われた。
- 名阪甲特急の全列車が津駅に停車し 、これにより名阪間のノンストップ列車が消滅し、名阪甲特急の乗務員交代も全列車が津駅で実施することになったため、乗務員交代実施場所も統一された。名阪甲特急は津駅で名伊乙特急と乗継可能（近鉄名古屋駅行きは後続する名伊乙特急へ乗継、近鉄名古屋駅発は先行する名伊乙特急から乗継、一部を除く）となり、大阪 - 津・白子・四日市・桑名間の利便性を向上させた。また、日中の松阪駅発着急行の一部列車とも乗継可能（下りは近鉄名古屋駅毎時41分発、上りは伊勢中川駅毎時06分発の急行が江戸橋駅で名阪甲特急を待避するため）になり、特急通過駅である津新町駅や、日中の特急が通過する久居駅から近鉄名古屋駅への所要時間が乙特急乗り継ぎの場合と比べて約5分 - 10分短縮された。
- 吉野特急が朝ラッシュ時（上り）と夜間（下り）に古市駅に停車した。昼間時間帯の本数が削減された。
- 京都線・高の原駅に停車する特急列車が増加し、京都駅行きが新たに停車（朝方のみ）することになった。京橿特急は平日ダイヤの日中にも西ノ京駅にも停車するようになった。
- 大和八木駅・五十鈴川駅に停車する特急列車が増加した。
- 阪伊乙特急と京伊特急の併結が廃止され、京伊特急は全列車を単独運転に（朝夕の1日4往復のみとし昼間時運行なし。また併結の廃止により榛原駅と伊賀神戸駅に停車する列車は消滅）変更するとともに五十鈴川駅に京伊特急の全列車が停車することとなった。日中の京奈特急と京橿特急は京都駅 - 大和西大寺駅間で併結運転が実施され京都線の特急は本数が削減（毎時4本→3本の20分間隔）された。
- 平日朝に大和西大寺駅始発大阪難波駅行きの特急が増発された（大和西大寺駅始発の阪奈特急の設定は定期列車では初である）。

一般列車関係
白紙ダイヤ変更のため、全体的に本数の削減や列車種別の再編を実施した。
- 大阪線関係
  - 快速急行と区間快速急行が統合され、快速急行の停車駅に室生口大野駅・赤目口駅を追加し、伊賀上津駅・西青山駅・東青山駅が快速急行の停車駅から除外された。青山町駅 - 榊原温泉口駅間を通過運転する代替として、東青山駅 - 伊勢中川駅間を運転する普通の一部が青山町駅まで運転区間が延長された。
  - それまで快速急行・区間快速急行として運転されていた列車の一部が急行に変更され、急行の運転時間が拡大された。また、日中に青山町駅で折り返す急行の一部が名張駅までの運転となり、名張駅で伊勢中川駅発着の普通列車と相互接続を図る運転形態に変更された。
  - 日中の大阪上本町駅 - 榛原駅・名張駅間に区間準急が設定され、停車駅は、準急の停車駅に恩智駅・法善寺駅・堅下駅・安堂駅を加えたもので、近鉄八尾駅 - 名張駅間が各駅停車となった。これにより高安駅 - 河内国分駅間の普通を削減し（毎時4→1本）、日中毎時1本あった河内国分駅 - 榛原駅間の普通列車の運転を区間準急に格上げした。

- 名古屋線関係
  - 日中の近鉄名古屋駅 - 富吉駅間で毎時2本設定されている準急は、1本を近鉄名古屋駅 - 近鉄四日市駅間の急行、1本を同区間の準急に変更し、準急は後の急行より終着駅まで先着するダイヤとした。これにより近鉄名古屋駅 - 近鉄四日市駅間では急行が毎時4本運転になった。これに伴い普通列車を毎時1本近鉄名古屋駅 - 富吉駅間の運転に変更した。
  - 日中、近鉄名古屋駅 - 伊勢中川駅間で毎時1本運転されている急行を松阪駅まで延長した。
  - 日中、近鉄名古屋駅 - 伊勢中川駅間の普通の一部を津新町駅折り返しに変更した。これにより、津新町駅 - 伊勢中川駅間の普通列車は毎時2本（志摩線直通のワンマン普通列車のみ）となり、約20分 - 40分間隔の運転になった。
  - 近鉄名古屋発23時台の桑名駅行き普通が富吉駅行きに短縮されたが、22時台に桑名駅行き普通が1本増発された。

- 山田線・鳥羽線・志摩線関係
  - 日中の伊勢中川駅 - 松阪駅間の急行が毎時4本運転（松阪駅折り返しの名古屋線直通が2本、宇治山田駅折り返しの大阪線・名古屋線直通が1本ずつ）となった。
  - 大阪線に直通する快速急行の鳥羽駅始発列車（下りの終着列車と急行の始発列車は存続）と、宇治山田駅 - 鳥羽駅間を運転する区間運転の普通列車が、平日夕方の鳥羽駅始発1本を除いて全て廃止された。また、休日のみ鳥羽駅に到着する名古屋線急行の最終時間が繰り下げられた。

- 奈良線・京都線・橿原線・天理線関係
  - 京都線・橿原線の日中のダイヤパターンを15分間隔基準から20分間隔基準にし本数を削減した。
    - 日中の天理線直通急行の大部分と、京都市営地下鉄烏丸線直通急行の半数が削減された（急行は京都駅 - 竹田駅間毎時4→3本、竹田駅 - 大和西大寺駅間毎時6→4本、大和西大寺駅 - 平端駅間毎時3→2本に）。

  - 平日昼間時の急行も西ノ京駅に停車（特急と同様）。
  - 日中の京都線の普通の一部が、京都駅 - 新田辺駅間の区間運転に変更された（普通は新田辺駅 - 大和西大寺駅間および平端駅 - 橿原神宮前駅間は毎時4→3本、平日の大和西大寺駅 - 平端駅間は毎時5→4本に）。
  - 長らく設定がなかった大和西大寺駅を介して京都線と橿原線・天理線を直通する普通列車が復活した
  - 京都駅の4番線が完成し使用開始された。なお、直前の3月14日より3番線が両側ホームとなった。
  - このダイヤ変更で、走行距離調整の関係上、竹田駅 - 新田辺駅・大和西大寺駅間で京都市営地下鉄車両による回送列車が数本、往復とも設定されるようになった。
  - 奈良線では大きな変更はなかったが、乗り入れ先の阪神電鉄線内での停車駅が一部変更され、平日昼間時の阪神なんば線直通の快速急行が西九条駅 - 尼崎駅間で、他の時間帯における快速急行と同様に通過運転に変更され、全列車がこの間を通過運転することとなった。これにより、通過駅対策として、休日昼間時と同様に大阪難波駅折り返しの区間準急が尼崎駅まで延長された。
  - 阪神本線三宮駅始発の近鉄奈良行き快速急行の最終列車の繰り下げが行われた。また土休日の早朝に阪神神戸高速線新開地駅発の近鉄奈良駅行き快速急行が設定された。

- 南大阪線関係
  - 平日夕方時間帯に古市駅で急行に種別変更する列車がなくなった。これにより橿原神宮前駅発着の急行が激減した。

- 支線区関係
  - 湯の山線・鈴鹿線・道明寺線では、日中の運転本数が毎時3本から毎時2本運転の30分間隔に変更された（道明寺線では1987年3月18日ダイヤ変更前の水準にほぼ戻った）。また、鈴鹿線の土休日ダイヤに1往復運転されていた名古屋線近鉄四日市駅直通の急行が廃止された（平日の列車は存続）。

車両関係
- 23000系「伊勢志摩ライナー」のリニューアル工事が開始され、同年8月から赤色塗装車が、同年9月から黄色塗装車がそれぞれ営業運転を開始した。
- この変更で余剰となった3000系と8400系8405F、12200系12221F・12226F - 12229F・12232Fが同年4月から7月にかけて廃車解体された。
- 相互直通運転列車の増加に伴い、1252系の1277F（2連）と1026系の1026F（6連）が新たに阪神乗り入れ対応車両となり、阪神乗り入れ対応車両は2両編成・6両編成合計で50編成となった。
- 特急車（主に特別仕様車）の車体更新工事が一通り完了したため、一般車の車体更新が再開された。

その他
- ダイヤ変更直前の1月21日に、2002年度より実施されてきた中川短絡線上にある中村川橋梁の改築工事が竣工し、中川短絡線の曲線が半径160mから同200mに緩和され、この区間の制限速度も35km/hより50km/hに緩和された。

近鉄では、この白紙ダイヤ変更での運転本数の削減率は平日1日換算で約4.8%、これによる費用削減効果は年間で約8億円（2012年度実績）であったことを2014年の設備投資計画の中で明らかにした。

### 2013年3月17日変更

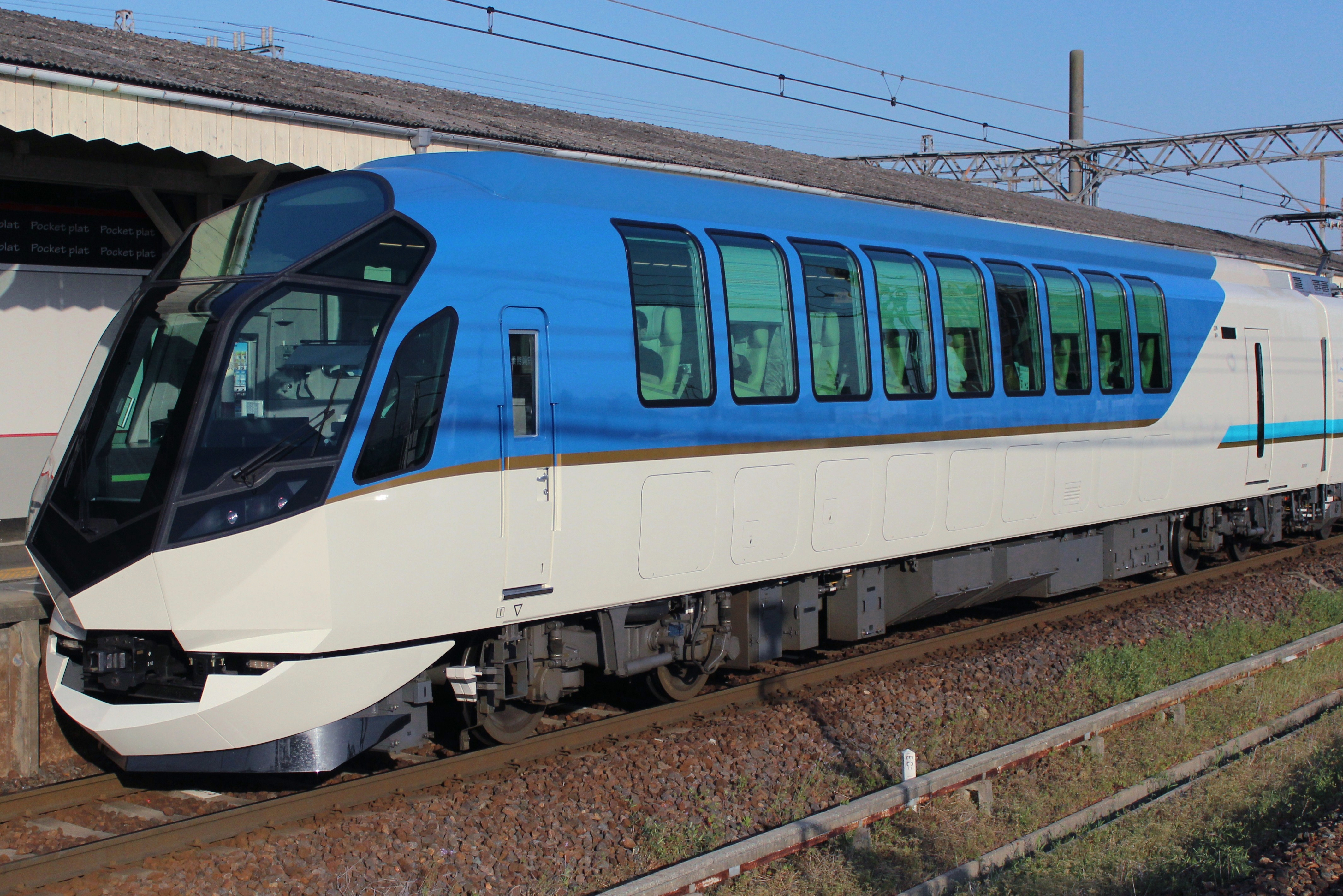
50000系「しまかぜ」

このダイヤ変更では、観光特急50000系「しまかぜ」の新設（営業運転は3月21日から）や2013年伊勢神宮式年遷宮に伴う特急の輸送充実を図っている。なお、けいはんな線もダイヤ変更を実施したが、同線のダイヤ変更日は、大阪市営地下鉄中央線に合わせて3月23日からとなった。
特急列車関係
- 観光特急「しまかぜ」が営業運転を開始した（3月21日より原則としての運休曜日となる水曜日を除き毎日運転。ただし多客期や土休日ダイヤ実施日の水曜日は原則的に運転。3月17日・20日の休日は同一時刻で一般特急車両にて運転）。
  - 大阪難波駅 - 賢島駅間と近鉄名古屋駅 - 賢島駅間をそれぞれ1往復運転。
  - 停車駅は大阪難波駅発着は大阪上本町・鶴橋・大和八木・伊勢市・宇治山田・鳥羽・鵜方、近鉄名古屋駅発着は近鉄四日市・伊勢市・宇治山田・鳥羽・鵜方。
  - 「しまかぜ」は、平日ダイヤでは全列車従来ダイヤに増発された。土休日ダイヤでは阪伊の上り列車のみ増発、残りは従来の阪伊・名伊甲特急を変更した。
  - 土休日に運転の阪伊・名伊甲特急（各1往復）の停車駅に伊勢市駅を追加した（1967 - 1970年は上下列車とも伊勢市駅に停車していたため、43年ぶりに同駅への停車が復活）。
  - 土休日に「しまかぜ」に先行する特急の一部を賢島駅発着に延長した。

- その他の特急列車
  - 平日のみ、桑名駅始発大阪上本町行きを近鉄名古屋駅始発に延長した。
  - 津駅始発大阪上本町行きの発車時間を繰り上げた（平日は53分、土休日は16分）。
  - 23000系（伊勢志摩ライナー）を使用する阪奈特急が復活。
  - 近鉄名古屋駅7時発の名阪甲特急が名張駅で阪伊乙特急を追い抜く運用（いわゆる「同格待避」）が消滅した（平日・土休日とも。大阪難波駅21時発の名阪甲特急については存続）。
  - この変更で駅の時刻表における伊勢志摩ライナーのロゴマークがリニューアル後のデザインに変更された。
  - 特急列車の全座席の座席番号を従来はデラックスシートでのみ使用されていたものと同じ数字とアルファベットの組み合わせに変更した（3月21日より）。

一般列車関係
- 大阪線関係
  - 急行が増発されるとともに、従来は快速急行であった列車を急行に変更し、急行の運転時間がさらに拡大されたほか、区間準急の運行時間帯も拡大された。
    - 平日17時台から20時台に名張駅発大阪上本町行き急行を増発した（計4本）。
    - 朝の下り快速急行が平日8時台の1本を残し、全て急行に変更され、鳥羽行きは宇治山田行きに短縮。鳥羽行き快速急行は土休日夕方1本のみとなる。
    - 平日朝の上り快速急行を削減した。
    - 早朝の伊勢中川駅始発と、夕方の青山町駅始発の一部の快速急行を急行に変更した。
    - 平日夜間の青山町駅始発上り快速急行の一部を名張駅始発に短縮した。
    - 大和八木駅発大阪上本町行き初発電車と一部の名張駅・榛原駅始発の大阪上本町行き準急を区間準急に変更した。

- 名古屋線関係
  - 平日18時台から20時台に近鉄名古屋駅 - 富吉駅間の準急を増発した（上下3往復）

- 山田線・鳥羽線・志摩線関係
  - 夕刻上りの名古屋線直通急行の一部を宇治山田駅始発から五十鈴川駅始発に延長した。
  - 平日夜間のみ、上り最終の五十鈴川駅始発大阪上本町行き快速急行の発車時刻を繰り下げた。

- 南大阪線・長野線・御所線関係
  - 平日朝ラッシュに運転されている河内長野駅発大阪阿部野橋行き急行を準急に格下げした。これに伴い河内長野駅から富田林駅までの上り電車は準急と普通のみとなった。なお、同時間帯の富田林駅発大阪阿部野橋行き1本を準急から急行に格上げした。
  - 平日下りの多層建て（橿原神宮前行き+富田林行き）準急を全廃した（朝ラッシュの1本は橿原神宮前行きとなり、富田林行きは古市駅で連絡。夕ラッシュは全列車が富田林行きとなり、橿原神宮前行きは古市駅で連絡）。
  - 平日ダイヤで5本削減した。
  - 古市駅発橿原神宮前行きならびに尺土駅発近鉄御所行き最終電車を繰り上げた。

- けいはんな線（同年3月23日から）
  - 平日ダイヤで生駒駅発学研奈良登美ヶ丘行きを7時台に2本、8時台に1本それぞれ増発した（生駒行き列車が生駒駅到着後回送列車として学研奈良登美ヶ丘駅へ向かう列車の営業列車化）。

- 西信貴鋼索線
  - 運行時間帯を7時台から18時台に縮小した（ダイヤ変更前の運行時間帯は6時台から22時台）。

車両関係
- 南大阪線・吉野線用特急車両の16010系が2回目の車体更新の際に、21000系以前の汎用特急車両では初めて喫煙室整備が行われた。また、2610系や2800系のトイレ装備車両についても2回目の車体更新時に洋式トイレ化された編成が登場した。

### 2014年9月21日変更
同日付で奈良線の八戸ノ里駅 - 瓢箪山駅間の上り線の高架化が完成するのに合わせてダイヤ変更が実施された。
3月にダイヤ変更が行われなかったのは1985年以来29年ぶり、9月のダイヤ変更実施も1993年以来21年ぶりである。京都市営地下鉄烏丸線のダイヤ改正も同日連動して実施したが、阪神はダイヤ改正を見送った。 
特急列車関係
- 観光特急「しまかぜ」が1編成増備され、京都駅 - 賢島駅間で1往復が同編成により増発された。ただし営業運転開始は同年10月10日で、原則として水曜日は運休となる。京都駅発着列車の設定に伴い、土曜・休日ダイヤにおける大阪難波駅発賢島駅行き「しまかぜ」の大阪難波駅発車時刻が平日ダイヤと同じ10時40分に変更された。
- 「しまかぜ」の運休曜日がこの変更で横並びではなくなり、従来は全列車毎週水曜日運休から、大阪難波駅発着の運休曜日を毎週火曜日に、近鉄名古屋駅発着の運休曜日を毎週木曜日に変更された。なお、運休曜日は京都駅発着を含めて、あくまでも原則としてのものであり、土休日ダイヤ実施日や多客期には、本来の運休曜日でも運休を取り止めて運転する場合がある一方、車両の全般検査時などには、土休日ダイヤ実施日を含めて、運休曜日以外でも運休を実施する場合もある。
- 大阪難波駅・大阪上本町駅・京都駅・近鉄名古屋駅各々を9時から11時台に発車する賢島駅行き特急、および賢島駅を14時から16時台に発車する大阪・京都・名古屋方面行き特急は「しまかぜ」・「伊勢志摩ライナー」・「ビスタEX」で運転されるようになった。
- 高の原駅・古市駅各々に停車する特急が拡大され、京都駅発15時以降の特急は全列車が高の原駅に停車するようになった。
- 宇治山田駅始発の大阪・名古屋方面行き特急の一部が、五十鈴川駅始発もしくは鳥羽駅始発に変更された。
- 本改正にて「伊勢志摩ライナー」の名伊特急における編成の向きが「しまかぜ」と同様に逆になり、伊勢中川駅 - 賢島駅間では阪伊特急・京伊特急と同じ向きで運用されるようになった（名阪特急への運用が始まる2001年3月22日ダイヤ変更以前の運用形態に戻された）。
- 特急同士の「同格待避」の事例が増え、伊勢中川駅で賢島駅発京都駅行きの「しまかぜ」と阪伊乙特急、名張駅で近鉄名古屋駅21時発の名阪甲特急と阪伊乙特急（ただし平日は臨時運転）で新たに設定された。

一般列車関係
- 大阪線関係
  - 大阪上本町駅名張駅 - 宇治山田駅間の快速急行・急行の一部が五十鈴川駅まで延長された。
  - 平日8時台に大阪上本町駅発高安駅行き普通1本が増発された。

- 名古屋線関係
  - 近鉄名古屋駅 - 宇治山田駅間の急行の一部が五十鈴川駅まで延長された。
  - 近鉄名古屋駅19時31分発伊勢中川駅行き急行が松阪駅まで延長された（平日、土休日共）。
  - 近鉄名古屋駅 - 近鉄四日市駅間の急行の下り列車発車時刻が改正前の毎時31分発から毎時28分発に変更され、近鉄蟹江駅で名阪乙特急を待避するダイヤに変更された。
  - 平日の近鉄名古屋駅 - 富吉駅間の下り準急1本が近鉄四日市駅まで延長され、2本が削減された。これに伴って一部の普通列車が富吉駅発着から伊勢中川駅発着に、伊勢中川駅発着が富吉駅発着にそれぞれ変更された。
  - 平日のみ、塩浜駅にて急行の後部編成を切り離す運用が設定された（近鉄名古屋駅20時50分発伊勢中川行き急行のみ）。

- 山田線・鳥羽線・志摩線関係
  - 前述の大阪上本町駅・近鉄名古屋駅 - 宇治山田駅間の急行が五十鈴川駅に延長されたことに伴い、一部時間帯の宇治山田駅 - 五十鈴川駅間の本数が毎時4本となった（急行・普通列車2本ずつ、5分 - 30分間隔の運転）。

- 奈良線・京都線関係
  - 奈良線では、平日17時台に石切駅発大和西大寺駅行き普通1本が増発された。
  - 京都線では、16時台に新田辺駅発国際会館駅（京都市営地下鉄烏丸線）行き普通1本が増発（平日、土休日共）されたほか、土曜・休日6時台に国際会館駅発新田辺駅行き普通1本が増発された。また烏丸線との相互直通列車を中心に日中のダイヤパターンが大幅に変更された。

- 南大阪線・長野線関係
  - 平日朝方に大阪阿部野橋駅発富田林駅行き急行1本、古市駅発富田林駅行き普通2本がそれぞれ増発された。
  - 平日朝方、河内長野駅発大阪阿部野橋駅行き準急2本が急行に格上げされ、富田林駅発大阪阿部野橋駅行き急行2本が準急に格下げされた。

- その他、主要線区で始発列車の時刻が数分程度繰り上げられたほか、最終列車の時刻が数分程度繰り下げられた。

同年4月1日には消費税率の引き上げ（5% → 8%）に伴い、1997年4月1日以来17年ぶりに運賃・料金の改定が行われた（初乗り運賃のみ据え置き）。

### 2015年（未実施）

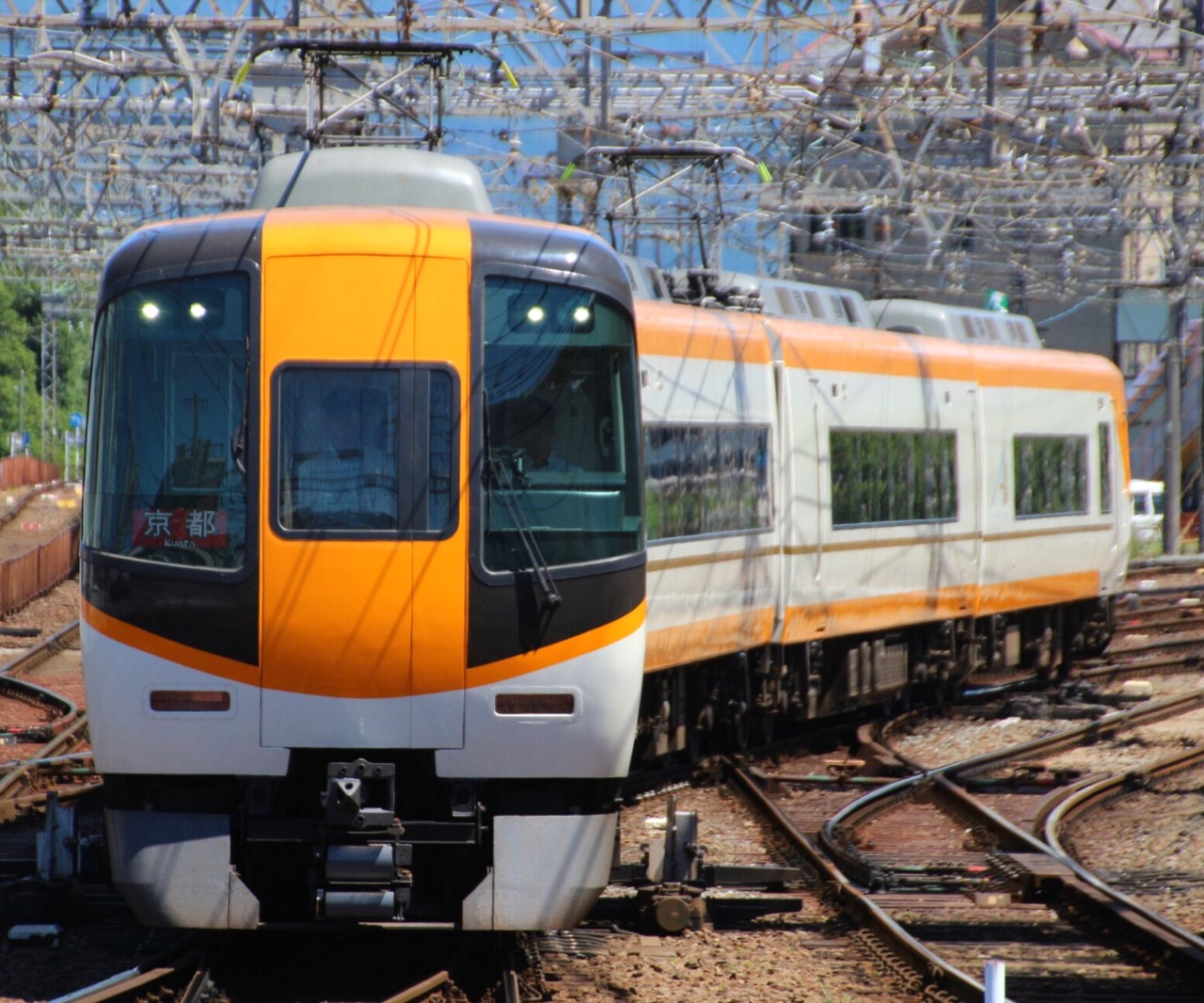
22000系「ACE」更新車

近鉄では2015年はダイヤ変更を実施しなかった。近鉄がダイヤ変更を実施しなかった年は、少なくとも1953年以降では初であった。
ダイヤ変更は見送ったものの、車両関係では、特急車両では22000系、16400系、12410系などに、喫煙室整備と併行した車体更新が順次行われ、車体更新施工済の12400系、16000系に関しても、先行して改造された16010系と同様の喫煙室整備改造が行われた。また、特急車両のうち、汎用特急車の塗装変更を順次実施することとなり、この年に更新工事を開始した22000系の22110Fが新塗装の一番目となった（同編成は同年11月更新工事を完了）。一般車両においても、2610系2627Fを皮切りに、内装デザインを大幅に変更した内装更新が順次実施された。
経営面では、同年の4月1日、内部線・八王子線が四日市あすなろう鉄道に移管された。

### 2016年3月19日変更
この変更では、特急列車の統合による停車駅追加と、大阪線平日ラッシュ時、大阪 - 松阪・伊勢間の急行系列車および名古屋線系統の運転形態の見直し、始発列車の繰上げ・最終列車の繰り下げを中心とした変更となった。阪神および京都市営地下鉄烏丸線のダイヤ改正も近鉄のこのダイヤ変更と連動して同日に実施した。
特急列車関係
- 土休日朝に名阪甲特急の近鉄名古屋駅8時20分発が1本追加され、この特急は名張駅で阪伊乙特急を追い抜く（同格待避）。
- 大阪難波駅を10時以降の阪伊乙特急の発車時刻を毎時5分発から毎時10分発に変更。
- 土休日6時台の近鉄名古屋駅発名阪甲特急と桑名駅発の名阪乙特急が統合され、近鉄名古屋駅6時発は大阪難波行き乙特急に格下げし、桑名駅発大阪上本町行き乙特急は廃止した（平日の近鉄名古屋駅始発大阪上本町行き特急については行先・発車時刻ともに変更なし）。
- 大阪難波駅21時発の名阪甲特急の停車駅に桑名駅・近鉄四日市駅・白子駅が追加され、大阪難波駅 - 津駅間は甲特急、津駅 - 近鉄名古屋駅間は乙特急とする変則的な運転となった。これに伴い、平日22時台の松阪駅始発名伊乙特急は運転を取り止めた。また、平日20時台に鳥羽駅始発名伊乙特急が増発され、津駅で大阪難波駅20時発名阪甲特急と接続させ、白子駅 - 桑名駅間の利便性向上を図った。
- 平日の大阪上本町駅地上ホーム始発の名阪乙特急を大阪難波駅始発に変更され、名阪乙特急の大阪側始発駅が大阪難波駅に統一されたほか、大阪上本町駅6時台の宇治山田行き阪伊乙特急が大阪難波駅始発に変更され、変更以前は繁忙期に鳥羽駅発着だったのが、この1往復のみ繁忙期の鳥羽駅発着延長がなくなり、完全に宇治山田駅発着になった（土休日については大阪難波駅始発に変更されるも繁忙期には鳥羽駅発着延長が存続されている）。
- 名阪乙特急の内、朝の大阪難波駅始発2本と夕方の近鉄名古屋駅始発5本の停車駅に伊賀神戸駅が追加された。これに伴い、一部時間帯の伊賀神戸駅は乙特急停車本数が毎時2本から毎時3本に増加された。
- 朝7時台に松阪駅始発の阪伊乙特急が増発され、これに伴い、津駅始発の名阪乙特急は廃止した。前運用であった近鉄名古屋駅始発津行きの名伊乙特急は存続しているが、近鉄名古屋駅の発時刻を23時15分から10分に繰り上げた。
- 久居駅に停車する名伊乙特急が増加され、朝の近鉄名古屋行き4本と夜間の近鉄名古屋駅発2本が久居駅停車となった。
- 名伊乙特急の松阪駅発着のうち、近鉄名古屋行き始発列車と松阪行き最終列車の1往復がアーバンライナー車両の運用に変更された（全日）。
- 平日夕方ラッシュ時の伊勢方面行き乙特急の終着駅が変更され、大阪上本町駅発の鳥羽行き2本が松阪駅終着に、近鉄名古屋駅発の松阪行き2本が鳥羽駅終着に変更された。また、土休日の18時台の大阪上本町駅発の鳥羽行きが賢島行きに変更された。
- 土休日運行の近鉄名古屋駅21時発名阪甲特急が阪伊乙特急を追い抜く（同格待避）駅が名張駅から榛原駅に変更された（平日の阪伊乙特急については、臨時運行扱いで名張駅待避のまま）。
- 平日7時台の賢島駅始発名伊乙特急の1列車がビスタEX車両の運用に変更された。
- 吉野特急の内、平日の大阪阿部野橋駅10時台 - 14時台までの発車時刻を毎時10分発に、吉野駅9時台 - 15時台までの発車時刻を毎時34分発に統一された。また、大阪阿部野橋駅9時台の橿原神宮前行き特急を吉野駅終着に延長した。
- 2016年9月10日より、16200系を使用した観光特急「青の交響曲（シンフォニー）」の運転を開始した（原則水曜日および特定日は運休するが、運休日は一般特急車で運転）。

一般列車関係
- 大阪線関係
  - 早朝に大和八木駅発の大阪上本町行き急行が増発され、平日は7時台から8時台にかけて大阪上本町駅に到着する準急・区間準急を9本から14本に増加させ、大阪上本町駅に到着する快速急行3本が急行に、準急の一部が区間準急に変更された。
  - 平日朝8時台に大阪上本町駅発高安行き普通が増発され、最短5分間隔の運転となり、一部列車が4両編成から6両編成に増結された。
  - 朝6時台に大阪上本町駅を発車する名張行き準急1本が五十鈴川行き急行（実際は名張駅始発五十鈴川行き急行と大阪上本町駅始発名張行き準急の統合）に変更され、河内国分駅発の普通列車1本が区間準急に変更。これに伴い、それまでの始発急行であった6時12分発宇治山田行き急行の発車時刻が繰り上げられた（平日は6時00分発、土休日は6時01分発に変更）。
  - 平日20時以降に大阪上本町駅発青山町行き・大和八木行き急行が計3本、深夜に五位堂行き準急が1本増発され、大阪上本町駅を発車する準急を平日増発分の1本と大和八木行き1本を除いて区間準急に、快速急行は18時台から19時台までと20時台の五十鈴川行き（土休日は松阪行き）の1本を除いて、すべて急行に変更された。これに伴い一部の山田線直通急行（快速急行）と青山町行き急行（快速急行）の発車時刻が入れ替えられ、大阪上本町駅始発の急行系列車を利用した場合の伊勢中川駅における名古屋線連絡の最終時刻が平日は8分、土休日は19分繰り上げられた。
  - 深夜に大和八木駅始発の五位堂行き普通が増発され、前述の五位堂行き準急の増発と併せて五位堂駅の最終列車発着時刻が繰り下げられた。これに伴い、それまでの五位堂行き最終列車であった名張駅始発五位堂行き普通列車は高安行きに延長された。
  - 夜間時間帯の大阪上本町駅に到着する快速急行8本が急行に変更された。これに伴い、夕刻の快速急行は平日の名張駅17時30発を除いて全て急行に格下げとなった。
  - 土休日夜間の名張駅始発大阪上本町行き普通1本が大和八木駅で分割され、一旦名張駅始発大和八木行き普通として運転した後、同駅からは別途大和八木駅始発大阪上本町行き普通を運転する形式に変更された。
  - 夕刻の名張駅始発急行の一部が青山町駅始発に延長 (平日のみ)、名張駅始発の準急が区間準急に格下げまたは榛原駅始発に短縮、伊勢中川駅 - 青山町駅間の一部の普通列車を名張駅発着にそれぞれ変更。これに伴い、名張駅 - 青山町駅間の普通列車を一部削減した。
  - 日中9時台 - 14時台の五十鈴川駅始発急行の発車時刻が約5分繰り上げられ、伊勢中川駅始発名張行き普通と合わせて、青山峠越え列車の運転間隔が伊勢中川駅基準で約30分間隔となった。これに伴い、当該時間帯の五十鈴川駅始発急行の名阪乙特急待避駅が青山町駅から名張駅に変更されて緩急接続が可能となった反面、伊勢中川駅における名古屋線急行との連絡待ち時刻が現行約1 - 8分（名古屋線急行からは約1 - 2分、松阪駅始発近鉄名古屋行きは約8分）から変更後は約10分 - 13分に増加した。

- 名古屋線関係
  - 日中の近鉄四日市駅発着急行のうち、近鉄名古屋駅15時台発と近鉄四日市駅9時台発を除いた10本が準急に変更された。これに伴い、毎時2本設定されていた近鉄名古屋駅 - 白塚駅間の普通列車は1本が伊勢中川駅発着に延長、1本は富吉駅発着に短縮された。なお、近鉄四日市駅9時台発については近鉄四日市駅 - 伊勢中川駅間を普通列車として運転し、近鉄四日市駅で名古屋行き急行に種別変更とする運転形態となった。
  - 早朝の近鉄名古屋駅を発車する四日市方面行き準急・普通列車が見直され、平日は6時台近鉄四日市行き準急1本が普通列車に変更して別途富吉駅 - 近鉄四日市駅間の区間運転列車を1本増発、土休日は6時台伊勢中川行き普通列車1本が富吉駅始発に変更して7時台近鉄四日市行き準急1本を伊勢中川行き普通列車に変更した。上り列車についても平日6時台に近鉄名古屋駅に到着する近鉄四日市駅始発の準急2本を白塚駅・津新町駅始発の普通列車に変更した。
  - 近鉄名古屋駅を23時台に発車する富吉行き普通1本が桑名行き普通に変更され、富吉駅にて後発の富吉行き準急と連絡が可能となった。なお、変更以前の22時台の桑名行き普通も存続した。
  - 大阪線急行系列車の運転形態および行先変更に伴い、18時台以降20時台までに近鉄名古屋駅を発車する伊勢中川方面行き急行のうち、平日は伊勢中川行き2本が宇治山田行きに、松阪行き1本が伊勢中川行きに、五十鈴川行き2本が伊勢中川行きと松阪行きに、土休日は伊勢中川行き1本が鳥羽行きに、五十鈴川行き1本が宇治山田行きにそれぞれ変更。
  - 日中の近鉄名古屋行き急行のうち、伊勢中川駅を毎時7分に発車する列車は、名阪甲特急と名伊乙特急の2本を待避するために江戸橋駅で約7分停車しているダイヤであったが、この待避駅を名阪甲特急は伊勢若松駅に、名伊乙特急は塩浜駅にそれぞれ変更し、伊勢中川駅 - 近鉄名古屋駅間の所要時間を約2 - 3分短縮した。これに伴い、当該時間帯の上り名古屋方面における名阪甲特急→名伊乙特急→急行を乗り継いだ場合の連絡駅は現行の津駅→白子駅から、変更後は津駅→近鉄四日市駅となり、大阪方面 - 近鉄富田駅・近鉄弥富駅・近鉄蟹江駅間の最短所要時間が約2分 - 4分短縮された。なお、下り列車の連絡駅については変更されなかった。
  - 夜間の松阪駅始発近鉄名古屋行き特急の廃止に伴い、代替として名古屋方面行き最終急行である伊勢中川駅始発近鉄名古屋行き急行を平日のみ松阪駅始発に変更した。
  - 平日夜間のみ鳥羽線五十鈴川駅始発近鉄名古屋行き急行1本が五十鈴川駅 - 塩浜駅を伊勢方に2両増結した6両編成運転とし、塩浜駅で後部2両を解放して塩浜駅 - 近鉄名古屋駅間を4両編成運転とする列車が設定された。

- 山田線・鳥羽線・志摩線関係
  - 前述の通り、大阪線直通快速急行の大多数が急行に格下げとなり、松阪駅基準で大阪方面行きは早朝のみ、下りは20時 - 22時までと平日10時台のみの設定となった。
  - 土休日の鳥羽行き快速急行が松阪行きに短縮され、伊勢中川駅で同駅始発宇治山田行き普通に連絡する形式に変更。これに伴い、五十鈴川駅 - 鳥羽駅の快速急行は全廃となり、同区間の大阪線直通急行は朝の鳥羽駅始発1本のみとなった。また、宇治山田駅を発着とする快速急行も全廃され、大阪線青山町駅以東における快速急行の発着駅は松阪駅と五十鈴川駅発着に統一。
  - 前述の通り名古屋線近鉄名古屋駅 - 白塚駅間の普通列車1本が伊勢中川駅発着に延長されたため、名古屋線白塚駅 - 賢島駅間の普通列車1本を伊勢中川駅発着に短縮し、伊勢中川駅で相互接続する形式に変更。

- 奈良線・京都線関係
  - 平日の阪神直通快速急行の運転時間が拡大され、近鉄奈良駅発の20時台の尼崎行き快速急行1本が神戸三宮行きに、22時台の大阪難波行き快速急行1本が尼崎行きにそれぞれ延長された。これに併せて22時台に近鉄奈良駅発大阪難波行き快速急行が1本増発される。また平日朝9時台の大阪難波駅発近鉄奈良行き快速急行を神戸三宮駅発大和西大寺行き快速急行に変更（この列車は天理教月次祭などの行事があった場合は「天理臨」として大和西大寺駅から天理行き急行に行先と列車種別を変更して延長運転される）。
  - 大阪難波駅を23時台に発車する大和西大寺行き区間準急を近鉄奈良駅終着に延長し、発車時刻も繰り下げ。これにより近鉄奈良行き最終普通を石切行きに変更。
  - 奈良線の平日日中の上り列車の運転パターンを変更、近鉄奈良駅・大和西大寺駅発の尼崎行き区間準急は大阪難波行きに、東花園駅発の大阪難波行き普通は尼崎行きにそれぞれ変更。
  - 近鉄奈良駅5時台に発車する始発の大阪難波行き準急が区間準急に変更。
  - 奈良線平日上りの準急・区間準急・普通の一部列車の始発駅が変更。また上りの普通、下りの急行・普通の一部列車を削減。
  - 平日に2本あった近鉄奈良駅発京都行き普通が共に大和西大寺駅発に変更。
  - 新田辺駅発京都行き始発普通列車が現行の5時03分（土休日は5時04分）発から、全日5時00分発に変更した。これにより、近鉄の列車ではこの変更以前より同時刻に発車している南大阪線の河内天美駅発大阪阿部野橋行きの始発普通列車（ただし平日のみ。土休日は5時10分発）と同じく、始発駅を最も早く発車する列車となった。

- 支線関係
  - 鈴鹿線では、伊勢若松駅発の平田町行き最終列車が、現行の23時45分発から23時57分発に繰り下げられ、また23時台に1本増発された。これに伴い、近鉄名古屋駅からの最終連絡時刻も繰り下げられた。また、伊勢若松駅では1番線から発着する平日の近鉄四日市駅発平田町行き急行を除いて全て4番線発着に統一された。

### 2017年（未実施）
近鉄では2017年はダイヤ変更を実施しなかった。ダイヤ変更を見送ったのは2015年以来2年ぶりとなった。
なお、ダイヤ変更は実施されなかったものの、生駒線では災害による臨時ダイヤ変更が実施されたため、本節ではその内容について記述する。
10月22日、平成29年台風第21号の襲来により、生駒線の竜田川駅 - 勢野北口駅間で住宅地の法面が崩れ、土砂流入が発生した。同日は途中から最終まで生駒線全線で運休となったが、翌23日より生駒駅と東山駅の間のみで運転を再開し、その後復旧作業を行って、25日より仮復旧ながらも残る区間の運転を所定のダイヤで再開した。しかし、まだ仮復旧状態の関係上、この区間での徐行運転を実施したため遅延が常態化し、所定のダイヤでの運転ができなくなったことから、急遽臨時ダイヤを設定し、約2週間後の11月6日より実施した。この臨時ダイヤは、所定のダイヤでは平日朝ラッシュ時のみに設定されている東山駅折り返し列車を平日の夕方ラッシュ時と土曜・休日ダイヤの朝の時間帯にも設定したことから、この時間帯の東山駅 - 王寺駅間は減便となった。その他の時間帯でも一部列車の運転時刻と所要時間が変更されている。
また、生駒線を含む終夜運転実施路線における越年ダイヤの時刻を11月9日に一度は発表したものの、12月上旬時点でもこの区間の本格的な復旧ができなかったことから、生駒線に限り越年ダイヤの内容を変更したものを12月17日に発表した。生駒線の越年ダイヤは、11月9日発表の時点では終夜運転時の列車は全列車が全線通しであったが、12月17日修正版では生駒駅発の早朝6時台の列車2本を東山駅発着に短縮するなどの変更点があった。臨時ダイヤおよび徐行運転は2020年3月13日で終了した。

### 2018年3月17日変更
この変更では、特急列車の運転区間の変更や停車駅の追加、また急行停車駅の追加による準急列車以下列車の運転形態の見直し、および深夜時間帯の利便性の向上が行われた。同日にはけいはんな線もダイヤ変更を実施したが、大阪市営地下鉄中央線（同年4月1日から大阪市高速電気軌道〈Osaka Metro〉）のダイヤ改正が同月24日からとなったため、同線に限り2段階でダイヤ変更を実施し、17日からの1週間は暫定的なダイヤで運転し、本格的な変更は中央線のダイヤ改正と同日の24日に行われた。なお、京都市営地下鉄烏丸線も同日に改正されたが、阪神のダイヤ改正は実施されなかった。
生駒線では平成29年台風第21号による土砂災害の復旧作業工事が難航し、この時点でも本格復旧ができていないことから、臨時ダイヤが引き続き実施されていた。
特急列車関係
- 平日朝の近鉄奈良駅始発京都行き特急1本を名張駅始発に変更（京奈特急から京伊特急に変更）。なお当特急列車のみ榛原駅に京伊特急が停車をし、榛原駅に停車する京伊特急の停車が復活した。
- 土休日朝の京都駅始発橿原神宮前行き特急1本を鳥羽行きに変更（京橿特急から京伊特急に変更）。
- 土休日朝の橿原神宮前駅始発京都行き特急1本を宇治山田駅始発に変更（京橿特急から京伊特急に変更）。
- 日中の京橿特急と京奈特急の併結運転をとりやめ、それぞれ単独運転に変更。また、土休日に大和西大寺駅発10時15分発京都行きと京都駅15時30分発の大和西大寺行きが設定され、1973年3月1日のダイヤ変更で片道3本設定された大和西大寺駅発京都駅行き特急が廃止されて以来となる、京都線内のみの運転となる京奈特急が45年ぶりに復活。
- 久居駅に停車する名伊乙特急が増加され、朝の近鉄名古屋行き1本と夜間の近鉄名古屋駅発6本が新規に停車。
- 榊原温泉口駅に停車する京伊特急が増加され、朝の京都行き1本（土休日は2本）が新規に停車。
- 平日大阪難波駅発23時35分発近鉄奈良行き特急を23時40分発に繰り下げとなり、大阪難波駅発23時台の阪奈特急を20分間隔の運転とした。
- 名阪甲特急が阪伊乙特急を追い抜く「同格待避」が一部変更された。土休日近鉄名古屋駅8時20分発の甲特急は名張駅→榛原駅に変更され、土休日近鉄名古屋駅21時00分発は同格待避が取りやめられた。
- 一部の特急の始発駅、行先が変更された。
  - 土・休日、宇治山田駅9時30分始発大阪上本町行き特急を鳥羽駅始発（9時20分発）に変更。この1列車のみ8年ぶりに鳥羽駅始発に復活。
  - 鳥羽駅7時56分発（土・休日7時57分発）京都行き特急を松阪駅始発（8時27分発）に変更。
  - 京都駅17時15分発賢島行き特急を、鳥羽行きに変更。
  - 平日鳥羽駅始発（19時19分発）大阪上本町行き特急を、大阪難波行きに変更。
  - 土・休日、大阪上本町駅18時45分発賢島行き特急を、鳥羽行きに変更し前回の2016年で変更されてから2年で鳥羽行きに戻った。

一般列車関係
- 大阪線関係
  - 急行の停車駅に大和朝倉駅、長谷寺駅を追加。これに伴い、急行の各駅停車区間は変更前の榛原駅 - 榊原温泉口駅間から桜井駅 - 榊原温泉口駅間に拡大した。
  - 日中時間帯における急行の発車順序が変更され、大阪上本町駅基準で変更前の15分発五十鈴川行きと31分発青山町行きが入れ替えられ、毎時11分発青山町行き、毎時28分または31分発五十鈴川行き、毎時52分発名張行きとされた。この関係で伊勢中川駅での名古屋線急行との連絡待ち時間は下りのみ変更前の約3分から、ダイヤ変更後は約10分の待ち時間に変更され、2016年ダイヤ変更で変更された上り列車も含め、上下列車ともに約10分 - 15分の待ち時間にほぼ統一された。
  - 早朝に五位堂駅始発伊勢中川行き急行と平日7時台に大阪上本町駅始発大和八木行き急行が各1本増発し、終着駅の大和八木駅で名張行き普通に種別変更して運行。15時台以降の青山町駅行き・五十鈴川駅行き急行の一部が伊勢中川駅折り返しに変更された。この関係で青山町駅 - 伊勢中川駅間の普通列車は一部が削減または東青山駅折り返しに変更された。
  - 上記の急行停車駅の増加に伴い、日中時間帯を中心に一部の普通・区間準急・準急を大和朝倉駅（大和朝倉駅発着列車の設定は初）および五位堂駅発着に変更し、同時に日中時間帯の五位堂駅・榛原駅発着列車は平日と土休日で折り返し運転時の種別が異なる方式（五位堂駅発着は土休日が区間準急→折り返し普通列車および平日が普通列車→折り返し区間準急、榛原駅発着は平日のみ区間準急→折り返し普通列車として運転）に変更された。
  - 日中時間帯の河内国分行き普通は五位堂までの延長となり、大阪教育大前駅～近鉄下田駅間は毎時3本から4本と増発された。一方で前述の大和朝倉行きの設定により、日中の榛原行きは毎時3本から概ね毎時1本となった。
  - 平日8時台に1本設定されていた大阪上本町駅始発五十鈴川行き快速急行が青山町行き快速急行に、平日17時台に1本設定されていた名張駅始発の大阪上本町行き快速急行が急行にそれぞれ変更され、平日16時台と18時台に各1本設定されていた伊勢中川駅始発名張行き急行は削減された。
  - 変更前の名張駅初発の大阪上本町行き区間準急（土休日では普通）を大和八木行き普通に変更し、大和八木駅から大阪上本町行き急行として運転。
  - 平日のみ高安駅始発大阪上本町行き準急を増発し、大阪上本町駅を8時台までに到着する上りの準急・区間準急を6両編成に統一したが、下りに快速急行からの折返しによる運用の関係で、高安駅まで8両および10両編成の準急・区間準急の運転がある。なお、土休日の夕方上り1本（大和朝倉駅18時25分発大阪上本町行き準急）が高安駅から10両編成となるため、大阪線の上り10両準急は辛うじて存続していた。
  - 早朝に1本だけ運転していた名張駅発近鉄名古屋行き急行が伊勢中川行き急行に変更された。これにより1960年以来運転していた大阪線と名古屋線とを直通する急行が廃止された。
  - 終電の繰り下げも行われ、23時20分発に大阪上本町駅発榛原行き区間準急が増発した。また大和八木行き急行を10分繰り下げられ、23時40分発となり、築山駅 - 榛原駅間の終電が10分繰り下げとなった。五位堂行き準急は区間準急に変更となり、5分繰り下げられ、23時50分発に変更となった。なお大和八木行き準急は23時35分発大和八木行き区間準急への格下げとなった。また大和朝倉駅23時49分発五位堂行き普通、大和八木駅0時18分発五位堂行き普通が増発された。

- 名古屋線関係
  - 急行の停車駅に南が丘駅、桃園駅を追加。これに伴い、近鉄名古屋駅 - 伊勢中川駅間の最短所要時間は変更前の72分から75分となり、早朝・夜間と平日の通学需要に合わせた時間帯を除いて津新町駅 - 伊勢中川駅間の普通を削減し、当該時間帯の近鉄名古屋駅方面からの普通は津新町で折り返し、賢島駅方面からの普通は伊勢中川駅折り返しとして運転し、急行は変更前の停車駅と合わせて、江戸橋駅 - 伊勢中川駅間が各駅停車となった。
  - 日中時間帯における急行の発車順序が変更され、近鉄名古屋駅基準で変更前の21分発五十鈴川行きと41分発松阪駅行きが21分発松阪行き、41分発五十鈴川行きに入れ替えられた。なお、発車時刻の変更は行っていない。
  - 早朝に津駅始発松阪行き急行が1本増発された。
  - 早朝の白子駅始発近鉄名古屋行き急行を津新町駅始発に、土休日夜間最終の伊勢中川駅始発近鉄名古屋行き急行が松阪駅始発に、夜間最終の近鉄四日市駅始発富吉駅行き普通が津新町駅始発にそれぞれ変更された。
  - 阿倉川駅の待避線が廃止され、変更前に阿倉川駅で待避していた列車は川越富洲原駅や近鉄四日市駅での待避に変更された。

- 山田線・鳥羽線・志摩線関係
  - 前述の名古屋線における急行停車駅の追加に伴い、白塚駅 - 賢島駅間の普通を早朝・夜間を除いて伊勢中川駅折り返しに変更された。
  - 日中時間帯における大阪上本町行きと近鉄名古屋行き急行の発車順序が入れ替えられ、宇治山田駅基準で21分発大阪上本町行きと58分発近鉄名古屋行きに変更された。
  - 鳥羽駅発着と宇治山田駅終着の快速急行が再度設定された（いずれも大阪上本町駅発着。鳥羽駅発着は夜間下り1本と上りは平日早朝のみ1本、宇治山田駅終着は平日夜間1本のみ）。一方で平日朝10時台に五十鈴川駅に到着する列車は削減、早朝の松阪駅・五十鈴川駅始発の快速急行3本（土休日2本）は名張駅行き急行にそれぞれ変更され、休日朝の大阪方面行きの設定は無くなった。
  - 朝に1本設定されていた鳥羽駅始発の大阪上本町行き急行が平日のみ五十鈴川駅始発に、土休日早朝の五十鈴川駅始発大阪上本町行き急行が鳥羽駅始発にそれぞれ変更された。
  - 平日18時台に1本のみ設定されていた鳥羽駅始発宇治山田行き普通列車が賢島駅始発伊勢中川行き普通に変更され、平日朝8時台に鳥羽駅始発宇治山田行き・明星行き普通が各1本設定された。

- 奈良線・京都線関係
  - 平日に大阪難波駅を23時台に発車する近鉄奈良駅行き快速急行2本を急行に変更。土休日は大阪難波駅を23時台に発車する近鉄奈良行き急行を1本増発し、快速急行1本を急行に変更。
  - 京都駅を23時台に発車する近鉄奈良行き急行1本（土休日は2本）を大和西大寺行きに変更。
  - 平日のみではあるが、京都駅5時台に発車する2本目の普通列車が、京都市営地下鉄烏丸線の初電繰り上げにより、竹田駅でその初電と連絡するようになった（ただし2本目の普通列車の行先は天理行きから橿原神宮前行きに変更）。

- けいはんな線関係（特記なき限り同年3月24日実施） 
  - 3月17日の変更で生駒駅→学研奈良登美ヶ丘駅で0時台に1本増発し最終列車の時刻を繰り下げた。なお、この列車は3月24日からはコスモスクエア駅始発に変更。
  - 朝・夜時間帯を走るコスモスクエア駅 - 生駒駅間を運転する列車の一部を学研奈良登美ヶ丘駅発着に変更。
  - 23時台に学研奈良登美ヶ丘駅発コスモスクエア行きを1本を増発し、コスモスクエア行き最終列車の時刻を繰り下げた。また学研奈良登美ヶ丘駅発生駒行きの最終列車の発車時刻を繰り下げた。
  - 朝5時台に生駒駅発コスモスクエア行きを1本増発し始発列車を10分繰り上げた。

- 南大阪線関係
  - 23時台での大阪阿部野橋駅発の準急を平日は2本、土休日は1本増発。また、大阪阿部野橋駅発富田林行き最終準急の発車時刻を繰り下げた。
  - 平日夜間最終のみ、古市駅始発橿原神宮前行き急行が増発された（大阪阿部野橋駅発橿原神宮前行き急行を古市駅まで準急として運転し、同駅で種別変更する）。

- 支線関係
  - 生駒線では2017年10月に発生した災害の被災区間での復旧作業が遅れているため、引き続き同線に限り一部区間で速度を落としたり、東山駅 - 王寺駅間の一部列車の減便を実施する臨時ダイヤを継続しているが、このダイヤ変更で最終列車を繰り下げるなどの、細部の変更を実施した。
  - 田原本線では、日中を中心に平日で4往復、土休日で6往復が削減され、日中で次列車との運転間隔が最大で35分も開くことになった。

### 2019年（未実施）
近鉄では2年ぶりに3月のダイヤ変更を実施しないこととなった。一方で、乗り入れ先のOsaka Metro中央線ではダイヤ改正を3月16日に実施したが、この改正は同線内での深夜時間帯に列車を増発する程度のものであり、けいはんな線には関連していないため、近鉄側では連動したダイヤ変更の実施は見送った。
同年10月1日には消費税率の引き上げ（8% → 10%）に伴い、2014年4月1日以来5年半ぶりに運賃・料金の改定が実施された（初乗り運賃は160円に引き上げ）。

## 2020年代

### 2020年3月14日変更

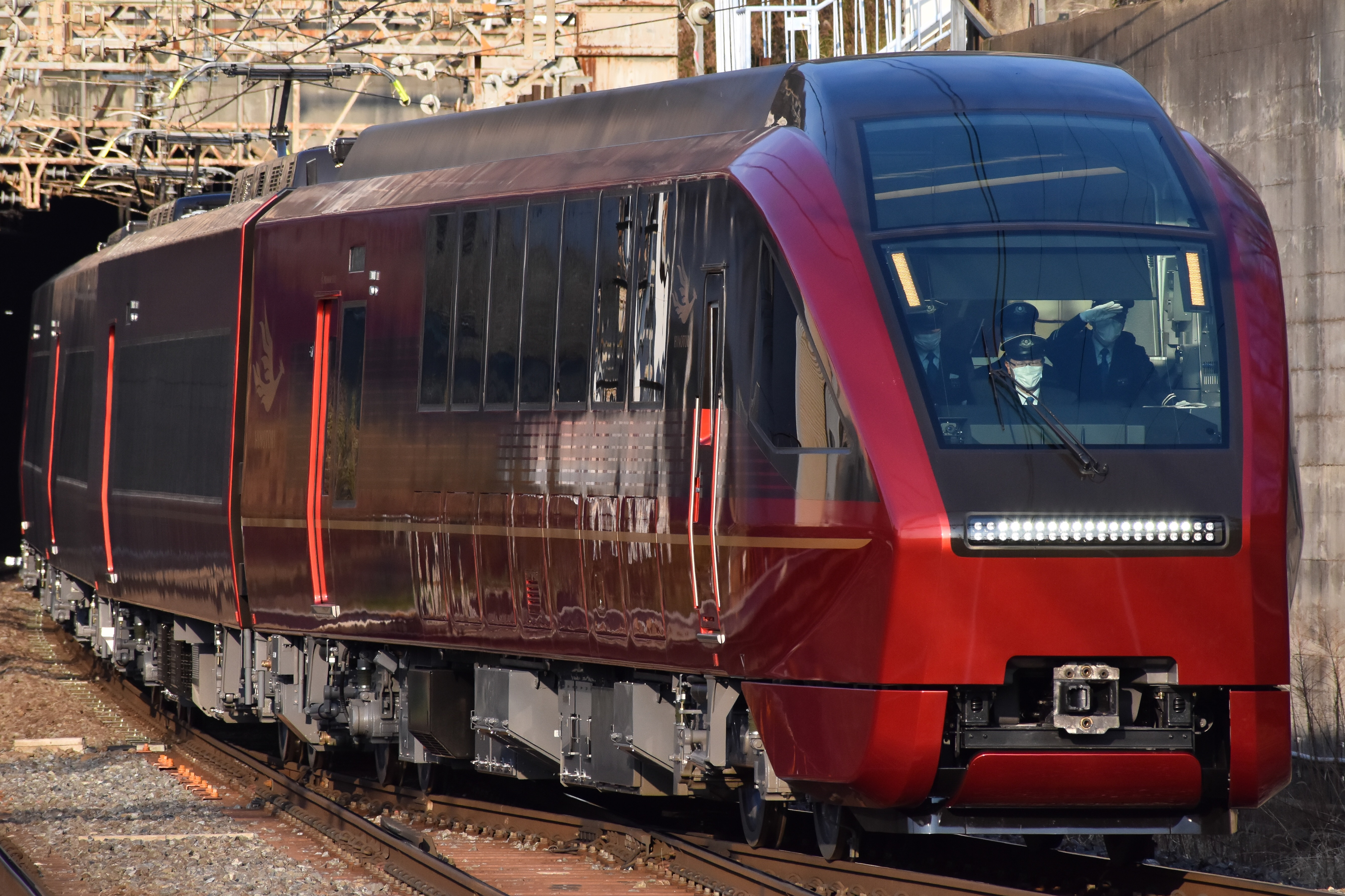
80000系「ひのとり」

この変更では、大阪難波駅 - 近鉄名古屋駅間および大阪難波駅 - 近鉄奈良駅間で新型特急80000系「ひのとり」が運用開始したほか、特急列車の増発や運転区間の変更、奈良線の土・休日の快速急行の編成の増加、大阪線の早朝時間帯の利便性の向上が行われた。けいはんな線・生駒ケーブルはダイヤ変更しない。この日は阪神のダイヤ改正も行われた。
特急列車関係
- 80000系「ひのとり」を運転開始し、名阪甲特急6往復、阪奈特急1往復に充当された（2020年6月13日からは名阪甲特急平日10往復・土休日11往復、阪奈特急平日2往復・土休日1往復に充当。2020年11月21日からさらに置き換え。2021年2月13日に名阪甲特急の全列車が「ひのとり」に、名阪乙特急も「アーバンライナー」に統一された）。
- 早朝に名張駅始発近鉄名古屋行き特急を1本増発。「アーバンライナー」で運用。
- 平日夜に近鉄奈良駅始発大阪難波行き特急を1本増発（2020年6月15日からは「ひのとり」で運用）。
- 早朝の松阪駅始発近鉄名古屋行き特急1本の運転時刻を約20分繰り上げた。「伊勢志摩ライナー」で運用に変更。
- 一部の阪伊特急・名伊特急の運転区間が短縮。
  - 大阪上本町駅16時50分発鳥羽行き特急を宇治山田行きに変更。
  - 大阪上本町駅17時45分発鳥羽行き特急を松阪行きに変更。
  - 大阪難波駅18時10分発鳥羽行き特急を宇治山田行きに変更。
  - 平日大阪難波駅19時10分発鳥羽行き特急を宇治山田行きに変更。
  - 平日鳥羽駅7時14分発大阪上本町行き特急を五十鈴川駅始発7時23分発に変更。
  - 鳥羽駅8時18分発大阪上本町行き特急を五十鈴川駅始発8時26分（土・休日は8時27分）発に変更。
  - 土・休日名古屋18時02分発鳥羽行き特急を宇治山田行きに変更。
  - 平日伊賀神戸駅5時44分（土・休日は5時46分）発大阪難波行き特急を名張駅始発に変更。これにより伊賀神戸駅始発の特急は平日1本のみとなった。
  - 大阪難波駅22時10分発名張行き特急をアーバンライナーで運用。

- 土・休日京都駅15時30分発の大和西大寺行き特急を近鉄奈良行きに変更し、前回2018年の変更で設定された京都発大和西大寺行きがなくなった。ただし上りの大和西大寺駅10時15分発京都行き特急は存続。
- 土・休日日中の阪奈特急の運転時刻を上下とも5分繰り下げた。これにより大和西大寺駅で上り列車で実施していた京橿特急との待ち時間なしの対面乗り換えが不可能になった。
- 土・休日の近鉄奈良駅16時40分発大阪難波行き特急を16時25分発に、近鉄奈良駅17時50分発の大阪難波行き特急を17時25分発にそれぞれ変更。
- 名阪乙特急及び名伊乙特急においてはアーバンライナーの使用列車が増加した。

一般列車関係
- 大阪線関係
  - 早朝に名張駅始発五位堂行き普通を平日2本、休日1本設定。なおこれらは終着の五位堂駅で大阪上本町行き急行に種別変更する。あわせて大阪上本町行き快速急行3本を急行に変更。
  - 平日早朝の鳥羽駅始発大阪上本町行き快速急行が鳥羽駅 - 名張駅間で急行に変更された。これにより、青山町駅 - 鳥羽駅間における快速急行の運転は下りのみとなった。
  - 5時台に大阪上本町駅始発伊勢中川行き急行を新設し、6時台の五十鈴川行き急行を平日のみ大和八木行き急行に変更。
  - 5時台の大阪上本町駅始発列車を5時24分発に繰り下げ。
  - 平日5時台の大阪上本町駅始発名張行き普通を大和八木行き普通に変更。大和八木駅で伊勢中川行き急行に種別変更し運行する。
  - 平日大阪上本町駅8時47分発名張行き急行を8時54分発松阪行き快速急行に、土・休日大阪上本町駅9時11分発青山町行き急行を9時15分発松阪行き快速急行にそれぞれ変更。朝の伊勢方面行き快速急行が復活となった。
  - 朝ラッシュ時の8両以上の下りの準急、区間準急が全て高安行き準急のみとなり、高安駅で切り離しを行う電車がなくなった。
  - 平日の日中の大阪上本町駅発五位堂行き普通、五位堂駅始発大阪上本町行き区間準急などが土・休日と同じ運行形態に統一された。
  - 平日榛原駅始発13時42分発大阪上本町行き普通が名張駅始発13時25分発大阪上本町行き区間準急に変更。
  - 日中の急行の発車順序が一部変更され、大阪上本町駅基準で毎時11分発青山町行き急行、毎時52分発名張行き急行がそれぞれ逆転された。
  - 土・休日大阪上本町駅20時05分発松阪行き快速急行を名張行き快速急行に変更。終着駅の名張駅から伊勢中川行き急行に変更。
  - 深夜の名張駅始発大和八木行き普通を大阪上本町行き普通に変更。これにより平日深夜の大和朝倉駅始発大阪上本町行き普通、土休日の大和八木駅始発大阪上本町行き普通が左記に統合された。
  - 深夜帯の大阪上本町行き急行が増発。

- 名古屋線関係
  - 近鉄名古屋駅15時27分発の近鉄四日市行き急行が準急に変更され（平日・土休日とも）、2012年変更以前と同様に近鉄名古屋駅からの近鉄四日市行き急行は深夜23時40分発のみの運行となった。ただし上りの近鉄四日市駅9時38分始発近鉄名古屋行き急行は存続（平日・土休日とも）。
  - 前回2018年の変更で設定された津始発松阪行きの急行が時刻を繰り下げの上、土・休日のみの運行となり、平日は津始発伊勢中川行きの普通に変更された。
  - 夜に設定されていた近鉄四日市駅始発白子行き普通が近鉄名古屋駅始発白塚行きに変更。これにより白子行きの列車が消滅（早朝の白子駅始発は存続）。

- 山田線・鳥羽線・志摩線関係
  - 朝と夕方に実施されていた近鉄名古屋駅発着急行の宮町駅停車が朝のみになり、夕方の停車が取りやめられた。

- 奈良線関係
  - 土・休日の阪神直通の快速急行を6・10両から8両に統一（一部列車を除く）。これにより途中駅での連結解放作業の取り止めや阪神電鉄線内での停車駅変更により近鉄奈良駅 - 神戸三宮駅間の所要時分を平均4分短縮した。
  - 土・休日の阪神直通快速急行の運転時間が拡大され、近鉄奈良駅発の19時台後半の尼崎行き快速急行1本が神戸三宮行きに延長された。
  - 平日の21時台の大阪難波行き急行1本が削減された。
  - 土・休日の日中のダイヤパターンが変更され、平日と同じになった（特急を除く）。
  - 土・休日の22時台の尼崎行き普通1本が区間準急に、尼崎行き準急1本が大阪難波行き急行に変更。また、同時間帯の大阪難波行き準急1本が削減された。
  - 土・休日19時台の近鉄奈良行き快速急行と大和西大寺行き準急がそれぞれ1本削減された。
  - 土・休日21時・22時台の大和西大寺・近鉄奈良行き準急計3本が区間準急に変更。また、同時間帯の普通3本が削減された。
  - 平日に設定されている23時台の大和西大寺駅発大阪難波行き普通1本を土・休日にも設定し、大和西大寺駅から大阪難波方面への最終列車を10分繰り下げた。
  - 23時台の瓢箪山行き普通が東花園行きに変更。これにより、大阪難波方面から瓢箪山駅への最終列車が繰り上げとなる。また、瓢箪山行きの設定は平日朝1本のみとなった。

- 京都線関係
  - 平日の新田辺駅6時40分発の京都行き準急を普通に変更。

- 南大阪線・長野線関係
- 支線関係
  - 生駒線では平成29年台風第21号による土砂災害に伴う徐行ダイヤを終了し、朝夕の王寺駅発着列車が毎時4本となった。

- 鋼索線関係
  - 西信貴鋼索線では、朝方の4往復と夕方18時台の1往復を削減、信貴山口・高安山両駅の始発がこれまでの7時05分発から9時30分発に繰り下げられ、終発がこれまでの18時10分発から17時35分発に繰り上げられた。

車両関係
- 団体専用車両である20000系のリニューアルが実施され、塗装や内装などが変更された。

その他
- 1963年に設定された鮮魚列車が運行終了することとなり、代替として松阪駅始発6時44分発名張行き急行及び、名張駅から大阪上本町行き快速急行の最後部、折り返しの大阪上本町駅発8時54分発松阪行き快速急行の先頭車両に行商人専用車を1両連結する形となった。2410系モ2423にラッピング「伊勢志摩お魚図鑑」を施し専用車とする。
- 天理教祭典の開催日に運行していた天理駅 - 近鉄名古屋駅間の臨時特急が運行終了となった。

- 新型コロナウイルス感染症の流行により、感染拡大防止のため、一部特急と一般列車の運休及び区間の短縮が行われた[注釈 38]。

この年に限り、新型コロナウイルス感染症の流行を抑制するため、大晦日→元旦に掛けての終夜運転は中止となった。

### 2021年7月3日変更
この変更では主に新型コロナウイルスの影響による利用者の減少により、列車の減便および種別格下げと深夜ダイヤの見直しを中心としたダイヤ変更が実施された。
3月以外でダイヤ変更が行われるのは2014年以来7年ぶり、7月に行われるのは1965年以来56年ぶり。
特急列車関係
- 利用の少ない時間帯の特急列車を削減したほか、深夜の時間帯の特急列車も運転本数を見直した。
- 阪伊特急、京奈特急（平日のみ）、阪奈特急（土休日のみ）、吉野特急において昼間時間帯の一部列車を臨時列車化。臨時で運行される阪伊特急は甲特急で運転され、大和八木駅にも停車。
- 吉野特急は水曜日の「青の交響曲」運休日に実施していた一般特急による代走運転を取りやめた。
- 朝に1本設定されていた大阪難波駅発奈良行き特急が取りやめとなった。前述の土休日昼間時間帯の臨時列車化とあわせて下り阪奈特急は平日・土休日ともに夕方以降のみの運転になった。
- 土休日の大阪上本町駅9時50分発宇治山田行き乙特急を停車駅を見直した上、大阪難波駅9時45分発鳥羽行き甲特急に変更。この列車は大和八木駅にも停車する。
- 日中の阪伊乙特急の削減に伴い大阪難波駅発着の全ての阪伊乙特急が榊原温泉口駅に停車するようになり、同駅には大阪上本町駅発着を含め全ての阪伊乙特急が停車するようになった。
- 早朝の大阪難波駅始発宇治山田行き特急の停車駅で新たに大和高田駅・榛原駅にも停車するようになった。
- 夕方以降の大阪上本町駅発の阪伊乙特急が新たに大和高田駅・榛原駅・桔梗が丘駅にも停車し、下りの大和高田駅・榛原駅は夕方以降の阪伊乙特急が全て停車するようになった。
- 日中の大阪上本町駅発着の阪伊乙特急の削減により布施駅に停車する列車は朝の下り2本と夕方の上り2本（土休日は3本）に変更された。
- 9時台に名張駅発の大阪上本町行き特急（土休日には10時台にも大阪難波行き特急）が設定。
- 京都駅16時10分発賢島行き特急が橿原神宮前行きに変更された。
- 平日の大阪阿部野橋駅22時40分発吉野行き特急が下市口行きに短縮された。この列車は下市口駅で吉野行き最終準急に接続する。
- 平日の大阪難波駅22時50分発名張行き特急が取りやめとなり、土休日とも22時台の阪伊特急は毎時2本となった。
- 特急同士の「同格待避」については、賢島発京都行きの「しまかぜ」が伊勢中川駅で阪伊乙特急を追い抜く事例は土休日のみとなった。また土休日近鉄名古屋駅8時20分発の名阪甲特急が阪伊乙特急を追い抜く駅は、再び名張駅に変更された。

一般列車関係
- 各線区で終電を繰り上げを実施した。
- 大阪線関係
  - 日中の名張駅 - 伊勢中川駅間の普通列車を名張駅 - 青山町駅間に短縮。これによって伊賀上津駅・西青山駅・大三駅・伊勢石橋駅・川合高岡駅の停車本数が毎時2本から1本になった。
  - 後述の午前中の大阪上本町駅発の伊勢方面の急行の大半が伊勢中川行き急行に短縮された。
  - 日中に毎時1本設定されていた榛原駅折返し列車（区間準急が主体）を廃止し、全列車大和朝倉駅折返しとした。
  - 下りの区間準急は名張行きがなくなり榛原行きが最遠となった（名張駅始発の上り区間準急は存続）。
  - 早朝（始発列車）に青山町発五位堂行き普通列車が運行され、名張駅で系統を分割せずに直通する普通列車が設定。その他早朝時間帯に上りの五位堂行き普通が増発され、いずれも五位堂駅からは急行として大阪上本町駅まで運行。これに伴い名張駅発の大和八木行き普通は五位堂まで延長となった。
  - 早朝の五位堂発伊勢中川行き急行を大和八木行き普通に変更し、大和八木駅で伊勢中川行き急行に変更して運行。
  - 土休日の夕方に名張駅発大阪上本町行き快速急行を1本設定し、この時間帯の上り快速急行は平日を含めて2016年のダイヤ変更以来、土休日ダイヤでは2014年のダイヤ変更以来復活した。
  - 土休日下り夕ラッシュ時に快速急行と急行が概ね交互に運行され、下り急行列車は終日運行されるようになった。
  - 深夜帯の大阪上本町行き普通が高安行き普通に短縮。これにより大阪上本町駅への最終が約20分繰り上げとなり、近鉄名古屋駅21時30分発の名阪乙特急から大和八木駅で乗り換えても、河内山本駅から今里駅までの各駅に行くことが不可能になった（特急料金・運賃を負担のうえ、鶴橋駅まで行って折り返せば辿り着ける）。
  - 平日22時台の大阪上本町駅発の急行と区間準急がそれぞれ1本取りやめとなり、補填で名張行き準急が設定された。
  - 深夜の大和八木発五位堂行き普通が大和朝倉駅23時59分発に変更された。
  - 23時20分発大阪上本町発榛原行き区間準急が23時25分発（土休日は23時26分）に変更され、大和八木行き区間準急は取りやめとなったほか、23時40分大阪上本町発大和八木行き急行が3分繰り上げとなった。
  - 大阪上本町駅23時58分発河内国分行き普通が大阪上本町駅23時54分発高安行き普通に変更され、恩智駅 - 河内国分駅間の最終が大阪上本町駅23時50分発五位堂行き区間準急となり、8分繰り上げとなった。

- 名古屋線関係
  - 名古屋線において、日中の近鉄四日市駅 - 津新町駅間の普通列車毎時3本のうち、1本を近鉄四日市駅 - 塩浜駅間に短縮。
  - 早朝、津駅始発の松阪行き急行を、土休日も津駅始発の伊勢中川行き普通に変更。
  - 近鉄名古屋駅23時40分発近鉄四日市行き急行を準急に変更。近鉄四日市行き急行が消滅（近鉄四日市駅始発近鉄名古屋行きは平日1本のみ存続）。近鉄四日市駅での塩浜行き最終列車との接続はなくなり、近鉄四日市発塩浜行き最終列車は26分、近鉄名古屋駅からの塩浜行き最終連絡は37分（特急利用の場合は30分）繰り上げ。

- 山田線・鳥羽線・志摩線関係
  - 山田線・鳥羽線（宇治山田駅 - 五十鈴川駅間）において、10時台から14時台に、大阪線との急行列車の直通を取りやめ、伊勢中川駅で大阪線方面に折り返しとした。これにより松阪駅 - 五十鈴川駅間の急行が毎時1本となった。
  - 志摩線において、朝から日中にかけて普通列車を毎時2本から1本に減便。

- 奈良線関係
  - 平日6時台の大阪難波発奈良行き準急2本を大和西大寺行き快速急行に変更。この列車は大和西大寺駅からは橿原神宮前行き急行として運転。
  - 平日7時台における大和西大寺駅始発の大阪難波方面行き快速急行3本について、大和西大寺駅の発車ホームがこれまでの4・5番乗り場から6番乗り場に変更された。
  - 日中から夕方の一部の大和西大寺発大阪難波行き区間準急を東花園駅始発の大阪難波行き準急に変更し、併せて同時間帯の一部の東花園発尼崎行き普通を大和西大寺駅始発に変更。
  - 土休日の奈良駅15時24分発の神戸三宮行き快速急行を4両編成で大和西大寺まで運転し、後述の天理駅から到着する編成の後ろ側に連結して運転する。(奈良駅までの送り込みは15時02分発の奈良行き普通を新設し、8両編成でやってきた神戸三宮発奈良行き快速急行を車両交換する形で運用を組んでいる。)

- 京都線・橿原線・天理線関係
  - 京都・橿原線では、平日朝方の近鉄奈良発京都行き急行1本・高の原発京都行き急行1本・橿原神宮前発大和西大寺行き急行2本を橿原神宮前発京都行き急行2本に統合、1997年3月のダイヤ変更以来続いていた高の原駅始発の定期列車が消滅した。
  - 京都線において日中の奈良駅 - 京都駅間の急行の一部が新型コロナウイルスによる利用者減で6両編成から4両編成に変更された。また、夜間の橿原神宮前→京都行きの急行が新田辺→京都行きに変更された。これによって大和西大寺-新田辺間の急行は最大二時間空くことになった。
  - 京都線において京都駅 - 新田辺駅間の準急が、平日は変更前の8本（京都駅発・新田辺駅発共に4本）から5本（京都駅発は3本、新田辺駅発は2本＝夕方のみ）に削減されたが、土休日は変更前の1本（9時台の新田辺駅発のみ）から3本（京都駅発は8時台に1本、新田辺駅発は7時台・15時台に1本ずつ）になった。
  - 日中から夜間にかけて、橿原線と天理線の普通列車の直通運転を取りやめ、天理線の列車は一部を除き平端駅で折り返しとした。
  - 平日の京都駅9時24分発天理行き急行を大和西大寺駅10時08分発始発に変更。この列車は神戸三宮発大和西大寺行き快速急行を大和西大寺駅に到着後に種別と行先を変更して運転するものである。
  - 土休日の天理駅15時10分発大和西大寺行き急行を設定。この列車は大和西大寺駅からは神戸三宮行き快速急行として近鉄奈良駅始発の編成と併結して運転。

- 南大阪線・吉野線・御所線関係
  - 南大阪線において、日中の急行を区間急行（一部の列車を除き吉野線内は普通として直通運転）に変更し、古市駅 - 橿原神宮前駅間で毎時2本運行されている普通列車を廃止。これにより、駒ヶ谷駅 - 磐城駅間の各駅に停車する列車は毎時4本から2本となった。なお、浮孔・坊城・橿原神宮西口の各駅では毎時4本の停車本数が維持されたが、一部で次列車との間隔が最大24分開くことになった。
  - 吉野線は日中の急行が普通に変更され、平日の日中は一部の列車が2両編成での運転となった。
  - 御所線の普通列車が10時台から14時台にかけて毎時4本から2本に減便。

- けいはんな線関係
  - 平日・土休日とも、生駒駅 - 学研奈良登美ヶ丘駅間で23時台の1往復が削減され、学研奈良登美ヶ丘発の最終（生駒行）が10分繰り上げられて23時30分発となった。

- 支線関係
  - 田原本線において毎時2本で運行する時間帯を拡大、夕方以降は毎時4本から3本に減便。この結果、運転本数は平日は変更前の60往復から48往復に、土休日は同じく58往復から48往復になった。

- 鋼索線関係
  - 西信貴鋼索線では、17時台の1往復が削減され、信貴山口・高安山両駅の最終が変更前の17時35分発から17時05分発に繰り上げられた。これに伴い高安山駅で信貴山門へ連絡する近鉄バスも1往復削減された。

車両関係
- 同年2月12日に12200系の定期運用が終了した。その後は臨時特急列車又は団体列車のみの運用となった。これにより定期運用の汎用特急車は新塗装に統一された。

その他
- 同年3月13日には直通運転先の阪神でダイヤ改正が実施されたが、近鉄は同日のダイヤ変更は見送った。
- 新型コロナウイルス感染症の流行により、一部特急の運休が行われていたこともあった。

前年は中止となった大晦日→元旦の終夜運転は、規模を縮小したもののこの年より再開した。なお、この年以降は大阪線の名張駅 - 伊勢中川駅間は終夜運転時間帯は特急のみの運転となった。

### 2022年4月23日変更
この変更では主に新型コロナウイルスの影響による利用者の減少により、南大阪線・吉野線・長野線・御所線で列車の運転区間縮小や一部列車のワンマン化を中心としたダイヤ変更が実施された。
特急列車関係
- このダイヤ変更では時刻修正が行われた一方、本数の増減はなかった。

一般列車関係
- 南大阪線において、吉野駅発着の一部の急行を橿原神宮前駅発着に短縮する、橿原神宮前駅発着の準急の一部を古市発着に短縮し、古市駅 - 橿原神宮前駅間に2両編成の普通（一部ワンマン運転）を新たに設定し、大阪阿部野橋駅 - 古市駅間の普通2往復を藤井寺駅発着に短縮した。
- 吉野線では一部の急行が普通に変更され、一部列車をワンマン運転による2両編成に変更する。吉野線ではこれまで橿原神宮前 - 吉野口間のみであったワンマン運転区間を全線に拡大した。

車両関係
- ワンマン運転区間が拡大したため、これまで南大阪線区では6432系のみであったワンマン運転対応編成を増やす必要性から、6419系全編成(6419F-6421F)についても対応工事を実施した（6432系の母体となった6422系の2編成については引き続き非対応）。

その他
- このダイヤ変更を行った南大阪線区の各駅より、駅掲出時刻表の様式も変更となった。従来は主要行先および列車種別ごとに分けていた表示方法だったが、これを取り止めて全列車種別を一括で記述するようになったほか、時刻の記述も縦書きより横書きに変更している。この新様式となった、ダイヤ変更該当線区に掲出の駅掲出時刻表は、ダイヤ変更を実施しなかったために旧様式のままで残っている他線区の各駅に掲出の時刻表を含めて、近鉄の公式ホームページでも「時刻表」のコンテンツとは別にある「駅掲出時刻表」のコンテンツで一般に公開されている。

### 2022年4月29日修正
この日より観光特急「あをによし」が運転開始となり、大阪難波駅 - 京都駅間（近鉄奈良駅経由）で1往復、近鉄奈良駅 - 京都駅間で2往復が設定された（原則木曜日は運休）。平日ダイヤは既存のダイヤに「あをによし」を増発で設定し、土休日ダイヤは京奈特急3往復（その内の1本は大和西大寺発京都行き特急）を「あをによし」に置き換えた（置き換えた京奈特急の内、高の原駅停車列車は通過に変更）。

### 2022年12月17日変更
この変更では乗客の利用状況を勘案して、奈良線、京都線、橿原線を中心に運転区間、列車種別、編成、時刻などを変更した。4月に変更を行った線区とけいはんな線・生駒鋼索線・西信貴鋼索線はダイヤ変更しない。この日は京都市営地下鉄烏丸線と阪神電気鉄道のダイヤ改正も行われた。
特急列車関係
- 観光特急「あをによし」の出発時刻を変更し京都駅 - 近鉄奈良駅間で1往復増発。
- 平日大和西大寺駅7時17分発大阪難波行き特急「ひのとり」を増発。
- 土休日に臨時で運行される阪伊甲特急を宇治山田駅から五十鈴川に延長され、五十鈴川駅にも当甲特急が停車。
- 土休日大阪難波駅15時20分発近鉄奈良行き特急「ひのとり」を増発。
- 京都行き特急の高の原駅停車を、平日・土休日ともに6本追加。
- 名伊乙特急の久居駅停車を、平日・土休日ともに上り1本、下り1本追加。
- 一部の阪伊乙特急・名伊乙特急の下り列車の行先を五十鈴川行きに変更。五十鈴川行きの定期特急の設定は1970年12月10日変更で廃止されて以来52年ぶりとなる。
- 平日近鉄奈良駅20時44分発大阪難波行き特急を削減。
- 京都駅発大阪難波行き観光特急「あをによし」の出発時刻を1時間（土休日は1時間20分）繰り下げ。これに伴い土休日近鉄奈良駅17時25分発大阪難波行き特急を16時03分発に変更し「ひのとり」で運転。
- 平日大阪難波駅発近鉄奈良行き特急は18時台を1本→2本に、23時台を2本→1本に変更。これにより大阪難波駅発奈良行き特急は平日土休日とも23時台に運転される特急は毎時1本となった。
- 平日京都駅8時30分発近鉄奈良行き特急を7時50分発に変更した。
- 近鉄奈良駅14時10分発京都行き特急を大和西大寺駅14時04分発（土休日は14時10分発）に変更。同時に往復とも一部の京奈特急で大和西大寺駅 - 近鉄奈良駅間を短縮する。これにより、同年4月に廃止された京都線内のみを運転する京奈特急が本数を増加の上で復活した。
- 夜の京都駅発近鉄奈良行き特急4本（土休日は1本）を大和西大寺行きに短縮となった。
- 京都駅を9時台（土休日は8時台）と15時台に発車する橿原神宮前行き特急は西ノ京駅を通過に変更。これにより高の原駅と西ノ京駅両方に停車するタイプの列車がなくなった。
- 土休日宇治山田駅9時20分発京都行き特急は西ノ京駅を通過に、高の原駅を停車に変更。これにより西ノ京駅に停車する京伊特急は消滅した。
- 土休日橿原神宮前駅を16時台に発車する京都行き特急は西ノ京駅を通過に変更した。
- 京橿特急での伊勢志摩ライナーの運用が復活となった。
- 土休日賢島駅15時00分発大阪難波行き阪伊甲特急が布施駅で阪伊乙特急を追い抜く「同格待避」に変更した。

一般列車関係
- 大阪線関係
  - 一部行先の種別と一部時間帯の減便及び発車時間の微調整の変更を行った。
  - 名張駅23時07分発伊勢中川行き普通が明星行きに変更された。ダイヤ変更前は伊勢中川駅に到着後に明星行き最終普通に変更して運転していたものを通しで運転する形に改めた。

- 奈良線関係
  - 平日日中の阪神直通の快速急行が1時間当たり3本から2本に減便。これに伴い平日日中の奈良線の優等列車のダイヤパターンが1時間あたり快速急行4本（阪神直通2本、大阪難波駅発着2本）、急行2本に変更。
  - 平日日中から夕方にかけて一部の大阪難波発大和西大寺行きの区間準急と尼崎発東花園行き間の普通を尼崎発大和西大寺行きの普通に統合。これにより平日日中の東花園駅 - 大和西大寺駅間の非優等列車のダイヤパターンが1時間あたり区間準急2本、普通4本に変更。また、平日日中の東花園駅発着の普通は毎時2本となる。
  - 平日夕方以降の阪神直通の快速急行を8両編成に変更し、尼崎駅での連結・解放作業をなくすことで、阪神本線武庫川駅から神戸三宮駅間における各停車駅までの所要時分を平均5分程度短縮。
  - 早朝に生駒駅始発の近鉄奈良行き快速急行を1本設定。この運用は、東花園駅から回送で設定され、生駒駅から営業運転を実施している。
  - 朝8時台に大阪難波駅発大和西大寺行き急行を1本設定。また、近鉄奈良駅10時16分発（土休日は10時18分発）と15時16分発（土休日は14時16分発と16時16分発）の大阪難波行き急行が大和西大寺駅始発に変更。
  - 朝と夜の準急の一部が区間準急に格下げされた。上り列車においては朝5・6時台は区間準急に統一された。
  - 土休日の準急の大半が区間準急に格下げされた。これに伴い土休日は東生駒行き普通が全廃となった。
  - 東花園駅発大阪難波行き普通の最終列車の発車時刻を平日・土休日とも8分繰り上げとなり、尼崎への終電が約15分繰り上げとなる。

- 京都線・橿原線・天理線関係
  - 平日の京都市営地下鉄烏丸線直通急行の運転時間帯を日中から朝夕に変更。
  - 平日京都駅9時台の新田辺行き急行を近鉄宮津行きに変更。ダイヤ変更前は同志社大学京田辺キャンパス開校日（天理駅に延長される毎月26日およびその他の特定日を除く）に新田辺行き急行を近鉄宮津行きに臨時延長していたものを、定期列車化した。このため開校日の臨時延長は発展的に廃止した。
  - 日中の時間帯の一部の京都駅 - 近鉄奈良駅間の急行を京都駅 - 大和西大寺駅間の運転に短縮。
  - 平日の急行の西ノ京駅の停車時間帯が拡大され、上下とも同駅を16時台に停車する列車を追加。
  - 平日京都駅17時台と18時台の天理行き急行を橿原神宮前行き（17時台）、大和西大寺行き（18時台）にそれぞれ変更。代わって19時台と20時台に天理行き急行を設定。
  - 土休日京都駅13時台と15時台の近鉄奈良行き急行を天理行きに変更。
  - 平日の朝7時台から9時台にかけて新田辺駅発京都行き準急を4本増発。
  - 京都線の準急は下りの運転がなくなり、上りのみの運転になる。
  - 京都線の普通の大半が京都駅 - 新田辺駅間、および新田辺駅 - 大和西大寺駅方面間で分割される形に変更。
  - 平日の朝ラッシュ時間帯の京都駅 - 新田辺駅間の普通はすべて6両編成で運転。
  - 朝の近鉄宮津駅発国際会館行き普通が新田辺駅発京都行き普通に置き換えられた。なお、平日午後の近鉄宮津駅発国際会館行き普通は15時25分発から17時36分発に変更して存続している。
  - 平日18時台の天理線の普通の一部を線内折り返しから大和西大寺駅方面発着に変更。

- 名古屋線関係
  - 平日5時台に白子駅発鳥羽行き急行を1本増発。なおダイヤ変更前、同時間帯に設定されていた津駅発伊勢中川行き普通は、平日は前後区間が延長されてこの白子駅発鳥羽行き急行となり、土休日は直前に設定されていた近鉄四日市駅発津新町行き普通と統合されて消滅した。
  - 平日夕方の近鉄名古屋駅 - 宇治山田駅間の急行の一部を五十鈴川駅発着に変更（下り2本、上り1本）。

- 支線関係

車両関係

このダイヤ変更までに1000系の一部編成ならびに8000系の8078Fと8079Fが廃車となった。これにより8000系は3両編成が廃止され、モ8250形は形式消滅した。またこの年より7000系と7020系の主幹制御器をワンハンドルマスターコントローラーに交換する工事が開始された（近鉄でのワンハンドルマスコンの採用はこれが初である）。
その他
- 前回のダイヤ変更のその他の説でも述べているように、従来の近鉄の駅時刻表は、縦割りかつ主要行先・列車種別ごとに分かれた独特な仕様であったが、今回のダイヤ改正を機に、他社も採用している一般的な横割りかつ発車時刻順に列車が記載された仕様を全線で導入する。なお、先行して南大阪線系統では2022年4月のダイヤ変更時に導入済である（けいはんな線は2006年から独自デザインの横割りかつ発車時刻順の仕様のまま変更なし）。一方で、今回のダイヤ変更を行わない生駒鋼索線は、従来の駅時刻表の仕様のままである（西信貴鋼索線はダイヤ変更は行わなかったが時刻表は新形式に更新した）。

### 2023年（未実施）
近鉄では2023年はダイヤ変更を実施しなかった。
同年4月1日より、運賃の改定が実施された（料金は変更せず。初乗り運賃は180円に引き上げ）。このため、近鉄時刻表の改訂版が発行された。
車両関連では、2023年度より、これまで見送られていた、1986年以降に新造されたアルミ製のVVVF車（3200系・6400系以降5800系までの車両）のA更新が本格的に始まった。外観上の変更としては、「上部：前照灯」「下部：尾灯・通過標識灯」から「上部：尾灯・通過標識灯」「下部：前照灯」へ組み合わせの変更（また、形状を変更している）、方向幕のフルカラーLED化、前面のガードスクリーン（転落防止幌）の設置が挙げられる。また、車内に防犯カメラを設置した上で内装のリニューアルも実施したと同時に、一部の車両では制御装置の更新を実施した（ただし方向幕のフルカラーLED化と制御装置の更新については、A更新とは別で実施した車両や、一方でA更新施行車でも見送った車両がある）。このA更新の工事内容は、翌2024年度施工分より、半自動ドアスイッチと車外側面両側車端部への小型防犯カメラの設置が追加されるようになった。

### 2024年3月16日変更

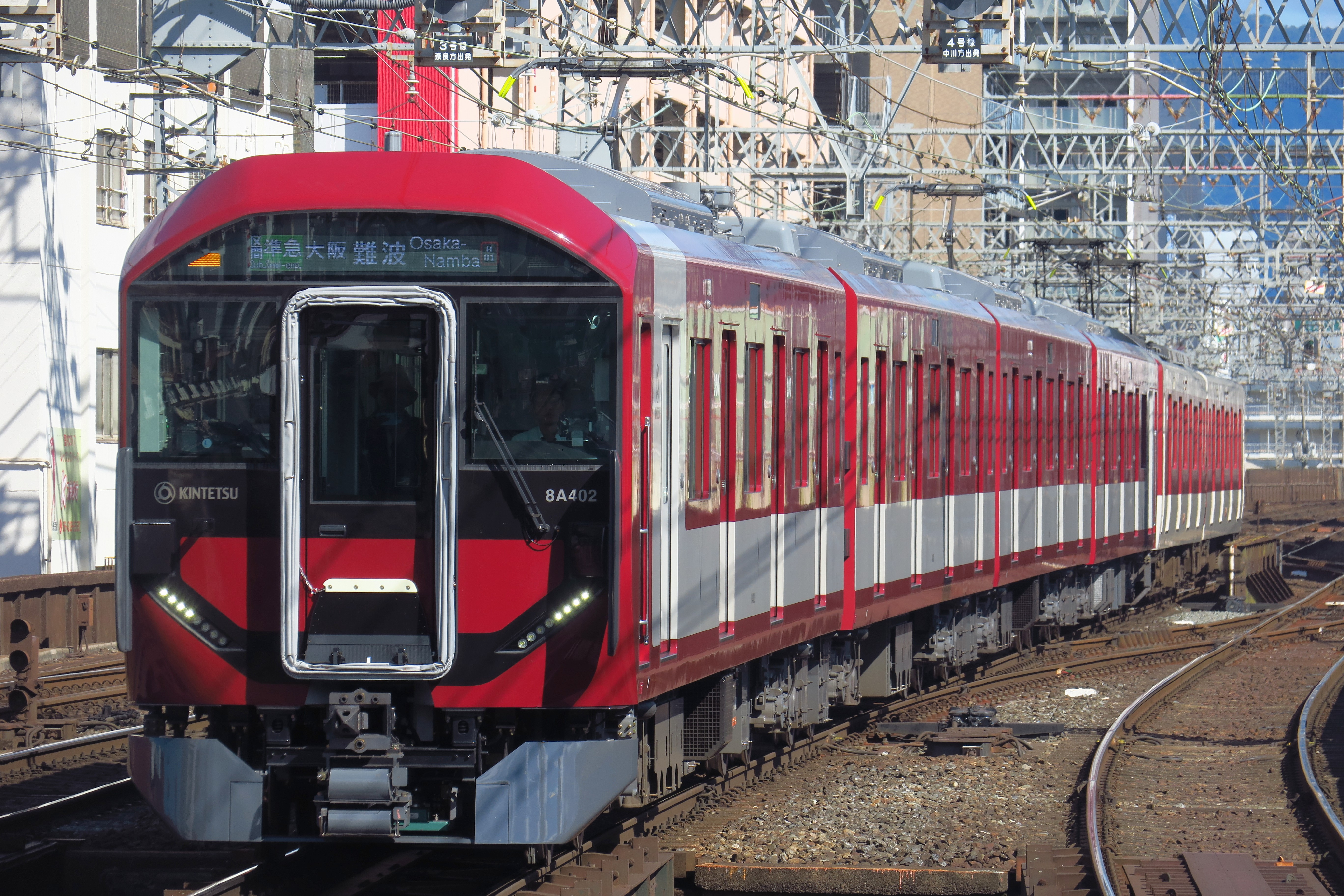
8A系

この変更では、乗客の需要回復や線区ごとの利用状況を鑑みて、運転区間、列車種別、編成、時刻などを変更した。また、大阪上本町駅3番線の使用停止（廃止）に対応したダイヤとなった。なお、けいはんな線ではダイヤ変更を実施しなかった。3月にダイヤ変更したのは4年ぶり。京都市営地下鉄烏丸線のダイヤ変更もこの変更に連動して同日に実施したが、一部の近鉄直通列車の行先を変更したのみであったほか、阪神に関してはダイヤ改正を見送っている。
特急列車関係
- 土休日大阪難波駅9時45分発鳥羽行き甲特急を9時40分発鳥羽行き乙特急に変更し、名張駅、伊勢中川駅、松阪駅、五十鈴川駅を停車駅に追加する。これにより榊原温泉口駅に停車する阪伊乙特急は当電車のみ通過となった。
- 臨時で運行される阪伊甲特急を乙特急に変更。停車駅を上記の停車駅での運用となった。
- 土休日大阪上本町駅9時12分発賢島行き乙特急を鳥羽行きに変更し、多客期は賢島行きで運転。鳥羽行きとして運転する時は鳥羽駅で後続の賢島行き甲特急に接続する。
- 土休日近鉄名古屋駅9時10分発賢島行き乙特急を鳥羽行きに変更し、多客期は賢島行きで運転。鳥羽行きとして運転する時は鳥羽駅で後続の賢島行き甲特急に接続する。
- 土休日近鉄奈良駅6時52分発大阪難波行き特急を7時23分発に変更。
- 平日近鉄奈良駅6時18分発京都行き特急を6時00分発に変更。
- 平日大阪阿部野橋駅16時40分発橿原神宮前行き特急を削減。
- 平日大阪阿部野橋駅18時40分発吉野行き特急を橿原神宮前行きに短縮。また、大阪阿部野橋駅19時10分発吉野行き特急を2両編成から4両編成（さくらライナー）に変更。
- 平日大阪阿部野橋駅22時10分発橿原神宮前行き特急を吉野行きに延長。
- 平日大阪阿部野橋駅22時40分発下市口行き特急を橿原神宮前行きに短縮。
- 土休日大阪阿部野橋駅11時10分発吉野行き特急を削減。
- 平日橿原神宮前駅9時44分発大阪阿部野橋行き特急を吉野駅8時03分発に変更。
- 平日吉野駅11時34分発・20時04分発大阪阿部野橋行き特急を削減。
- 平日吉野駅16時34分発大阪阿部野橋行き特急を17時03分発に変更。
- 土休日吉野駅5時57分発大阪阿部野橋駅行き特急を橿原神宮前駅6時42分発大阪阿部野橋駅行き特急に短縮。また、吉野駅9時04分発大阪阿部野橋駅行き特急を多客期に運転する不定期列車に変更。
- 土休日吉野駅13時34分発大阪阿部野橋行き特急を削減。
- 平日朝のさくらライナーの重連運用が廃止され、最大4両での運用となった。
- 土休日賢島駅14時40分発近鉄名古屋行き甲特急の使用車両を伊勢志摩ライナーからアーバンライナーに変更。また、一部の名伊乙特急で使用車両が変更された。
- 前回のダイヤ変更で設定された土休日賢島駅15時00分発大阪難波行き阪伊甲特急が布施駅で阪伊乙特急を追い抜く「同格待避」を取りやめ、阪伊乙特急が終点まで先着するダイヤに戻した。
- 土休日近鉄名古屋駅発着の「しまかぜ」を賢島駅2番線発着に変更し、鳥羽駅への回送を廃止。13時03分から14時50分まで賢島駅で50000系が3編成並ぶようになり、この時間の他の特急は1番線発着となった。

一般列車関係
- 大阪線関係
  - 平日五位堂駅7時58分発大阪上本町行き急行を増発、この列車は大和朝倉駅 - 五位堂駅間は普通で運転し、五位堂駅で急行に種別変更する。また別途、五位堂駅8時00分発大阪上本町行き区間準急を設定。
  - 平日五位堂駅7時20分発（名張駅6時26分発）大阪上本町行き区間準急を7時21分発大阪上本町行き急行に変更、この列車は名張駅 - 五位堂駅間は普通で運転し、五位堂駅で急行に種別変更する。
  - 平日の一部の準急を高安駅始発とし6両編成から8両編成に変更。これにより朝の上りの準急列車で8両以上の運行が復活する。
  - 土休日大阪上本町駅6時14分発名張行き普通を6時21分発名張行き区間準急に変更。これにより下りの区間準急の最遠が再び名張までとなった。
  - 平日6時台の大阪上本町駅発名張行き普通と五位堂行き普通がそれぞれ準急に変更となった。
  - 土休日大阪上本町駅7時52分発名張行き急行が7時51分発松阪行き急行に変更。当電車は終着の名張駅から松阪行き急行に行先変更していたものを、正式に直通で運転する形となった。
  - 10両編成の快速急行をすべて最大8両編成に減車する。そのため、大阪線では準急以下の種別を含め、10両編成の一般列車の設定が廃止されることとなった。
  - 一部電車の種別が変更された。

- 難波線・奈良線関係
  - 大和西大寺駅5時00分発大阪難波行き区間準急を新設し、大和西大寺駅からの始発列車を16分繰り上げる。なお当電車は大阪難波駅から尼崎行き普通に変更して運行。これにより瓢箪山駅5時16分発尼崎行き普通は当電車に統合され、その代替として瓢箪山駅5時14分発大阪難波行き普通を設定。
  - 平日大阪難波駅6時26分発大和西大寺行き準急を増発。
  - 平日大阪難波駅9時14分発大和西大寺行き区間準急を増発。
  - 土休日大阪難波駅6時09分発近鉄奈良行き快速急行を増発。
  - 土休日近鉄奈良駅18時22分発大阪難波行き準急を削減。
  - そのほか一部の近鉄線内完結列車の運転本数・種別・始発駅・行先の微調整の変更を行った。

- 京都線・橿原線・天理線関係
  - 平日の京都線の昼間時間帯の急行を1時間あたり3本から4本に増発し、大和西大寺行き急行を近鉄奈良行きに延長する。また近鉄奈良駅始発の京都行き急行も平日・土休日ともに日中時間帯で増やされた。
  - 近鉄奈良駅発7時18分発京都行き急行を新設し、橿原神宮前駅6時47分発京都行き急行を6時43分発大和西大寺行き急行に短縮する。
  - 平日の急行の西ノ京駅の停車時間帯が拡大され、上下とも同駅を9時台に停車する列車を追加。
  - 一部の国際会館行きの運転時刻を変更する（平日は急行2本・普通4本、土休日は普通2本）。
  - 土休日京都駅11時24分発新田辺行き準急が設定され、前回のダイヤ変更で廃止された京都線の下り準急が復活する。
  - 土休日国際会館駅13時40分発新田辺行き普通を設定（竹田駅 - 新田辺駅間で増発）。
  - 京都線の普通は前回のダイヤ変更で京都駅 - 新田辺駅間、および新田辺駅 - 大和西大寺駅方面間で分割された列車の大半を京都線内を通しで4両編成で運転する形に戻した。このため、京都線内の6両編成の普通は再度減少することとなった。
  - 近鉄宮津駅17時36分発国際会館行き普通が新田辺駅17時44分発に変更された。これにより近鉄宮津駅始発の国際会館行き普通が消滅した。
  - 土休日新田辺駅22時43分発近鉄奈良行き普通が大和西大寺行きに短縮、および近鉄奈良駅23時23分発新田辺行き普通が大和西大寺駅始発に変更され、京都線と奈良線を直通する普通列車が消滅した。
  - 日中の天理線の普通の一部を線内折り返しから大和西大寺駅発着の急行または普通に変更。

- 南大阪線・長野線・御所線関係
  - 平日大阪阿部野橋駅5時24分発河内長野行き普通を5時25分発古市行きに短縮。
  - 平日大阪阿部野橋駅6時18分発吉野行き準急を近鉄御所行きに変更。近鉄御所行き準急の設定は1994年の廃止以来30年ぶりの復活となる。
  - 平日古市駅6時49分発橿原神宮前行き急行を区間急行に変更。
  - 平日の21・22時台の下り準急4本の編成両数を大阪阿部野橋駅 - 古市駅間で増大する。
  - 平日橿原神宮前駅7時03分発六田行き普通を増発。
  - 平日六田駅7時55分発橿原神宮前行き普通を増発。
  - 前述の大阪阿部野橋18時40分発吉野行き特急を橿原神宮前行きに短縮する代わりに、橿原神宮前駅19時16分発六田行き普通を増発。
  - 平日六田駅20時05分発古市行き普通を増発。
  - 平日河内長野駅5時29分発大阪阿部野橋行き準急を5時24分発に変更し、河内長野駅からの始発列車を5分繰り上げる。

- 支線関係
  - 平日の鈴鹿線の18・19時台の運転本数を1時間あたり3本から4本に増発。

車両関係

- ダイヤ変更と直接関係していないが、変更直前に2013系「つどい」の2度目のリニューアルが行われ、外観の塗装も変更された。
- 2024年10月7日より新型車両8A系が導入された。2024年度分は奈良線・京都線・橿原線系統に4両12編成導入する。8A系はL/Cカーである。

その他

- 南大阪線系統では2022年のダイヤ変更で駅掲示時刻表の様式が変更されていたが、今回の変更で様式が奈良線・大阪線・名古屋線系統に揃えられた[94]。一方で前回に続いて今ダイヤでも変更されない生駒鋼索線に関しては引き続き旧式の駅掲示時刻表の仕様となっている。
  - 特急停車駅で特急が別枠になり、赤字四角囲みから赤地の四角に白抜き文字に。青の交響曲も青地四角の白抜き文字から他の特急と同じ形に変更された(時刻の横にマークで表示)。
  - 準急が緑字下線から緑地四角の白抜き文字に。他線区だと区間準急のマークとなっていた。
  - 昼間時に運転されるワンマン普通の古市発橿原神宮前行きの一部は、橿原神宮前から吉野行きに変わるが、従来はその旨の案内がされていなかった。今回の変更で、その旨の案内が追加された（逆に吉野発橿原神宮前行きで、橿原神宮前から古市行きに変更される電車も同様の案内が追加された）。
- 大阪上本町駅の3番線が今回の変更で使用停止後、廃止となり、地上のりばは6線から大阪阿部野橋駅と同じく5線に縮小された。この3番線はバスターミナルへの通路に転用される[106]。
- 今回のダイヤ変更に合わせて発行された近鉄時刻表より、表紙に号数（1974年2月の第1号発行開始日を基準とする[注釈 45]）が付与されることとなった。このダイヤ変更で発行されたものは「第45号」となった[115]。

### 2025年1月11日変更
サービス向上と同年1月19日のOsaka Metro中央線夢洲駅開業準備のため、同日付でけいはんな線のみダイヤ変更が実施された。この日はOsaka Metro中央線もダイヤ改正が行われた。
列車関係
- 生駒駅5時17分発コスモスクエア行きを、学研奈良登美ヶ丘駅5時07分発コスモスクエア行きに変更し、学研奈良登美ヶ丘駅からの始発を繰り上げた。1月19日からは夢洲行きに延長した。
- 生駒駅5時37分発コスモスクエア行きを、学研奈良登美ヶ丘駅5時27分発コスモスクエア行きに変更。1月19日からは夢洲行きに延長した。
- 1月19日からコスモスクエア行きの列車は最終の1本を除き夢洲行きに行先を変更した。

その他
- けいはんな線では独自の様式の駅掲示時刻表を使用していたが、今回のダイヤ変更で他線区と同様の様式に統一された（それ以外のサインシステムは同線独自仕様のまま）。
- Osaka Metro中央線では、大阪港 - 夢洲間での最高速度を、自社初となる95km/h（近鉄けいはんな線での最高速度と同一）に向上した。このため、最高速度95km/hに対応していない車両の運用ができなくなった。既開業区間の大阪港 - コスモスクエア間では、下りで35秒、上りで30秒短縮した。

### 2025年2月22日変更
2025年のダイヤ変更は、阪急神戸本線および山陽電気鉄道と阪神でのダイヤ改正に連動して実施する関係上、例年より約1ヶ月繰り上げて実施することとなった。
この変更では輸送力の増強、利便性およびサービスの向上を目的として、運転本数、運転区間、列車種別、編成両数、発着時刻などを変更した。けいはんな線は既に1月11日にダイヤ変更を実施していたため、この日は変更をせず、また生駒鋼索線・西信貴鋼索線はダイヤ変更を見送った。この日は先述の阪神と京都市営地下鉄烏丸線のダイヤ改正も行われた。
特急列車関係
- 名阪特急を平日3本、土休日7本を増発し甲特急を「ひのとり」、乙特急を「アーバンライナー」で運転。
  - 平日、大阪難波発近鉄名古屋行き - 20時20分発（乙）・21時20分発（甲であるが従来の21時発と同様、白子駅・近鉄四日市駅・桑名駅にも停車）
  - 土休日、大阪難波発近鉄名古屋行き - 8時20分発（甲、多客期の臨時列車を定期列車に格上げ）・10時20分発（甲）・20時20分発（乙）・21時20分発（停車駅は平日同時刻と同じ）
  - 平日、近鉄名古屋発大阪難波行き - 7時17分発（甲であるが桑名駅・近鉄四日市駅・白子駅にも停車し、大和八木駅は通過。近鉄名古屋駅発でこの停車駅パターンは初の設定）
  - 土休日、近鉄名古屋発大阪難波行き - 7時20分発（甲、多客期の臨時列車を定期列車に格上げ）・9時18分発（甲）・19時25分発（甲）

- 多客期の土休日に臨時運行している阪伊乙特急1往復を定期列車に格上げ。
  - 大阪難波駅10時50分発鳥羽行き特急。
  - 鳥羽駅14時18分発大阪難波行き特急。

- 平日の大和西大寺駅7時37分発大阪難波行き特急を近鉄奈良駅7時28分発に変更し近鉄奈良駅 - 大和西大寺駅間を延長した。
- 土休日の近鉄奈良駅18時50分発大阪難波行き特急を20時15分発に変更。
- 土休日の大阪難波駅9時35分発京都行き観光特急「あをによし」の出発時刻を9時10分発に変更し、平日と同じ時間に統一された。
- 京都駅発大阪難波行き観光特急「あをによし」の出発時刻を平日、土休日とも16時55分発に変更。
- 大阪難波駅9時50分発近鉄奈良行き特急を設定し、午前中の大阪難波駅発奈良行き特急が復活した。
- 平日の近鉄奈良駅6時47分発大阪難波行き特急が10両から8両に減車され、近鉄から10両編成の特急が消滅した。
- 日中の一部の京橿特急と京奈特急の運転パターンを変更する。
- 橿原神宮前駅11時07分発・12時07分発（平日のみ）京都行き特急は西ノ京駅を通過、高の原駅を停車とする。
- 大和西大寺駅14時04分発（土休日は14時10分発）京都行き特急を近鉄奈良駅14時10分発に変更し近鉄奈良駅 - 大和西大寺駅間を延長した。
- 平日の京都駅13時55分発・15時25分発近鉄奈良行き特急を増発。
- 京都駅21時05分発大和西大寺行き特急を近鉄奈良行きに延長。
- 京都駅21時55分発・22時25分発近鉄奈良行き特急を大和西大寺行きに短縮。
- 土休日京都駅22時55分発近鉄奈良行き特急を23時15分発大和西大寺行きに変更。
- 平日の伊賀神戸駅6時24分発大阪上本町行き特急を6時07分発大阪難波行きに変更しアーバンライナーで運転。これに伴い松阪駅5時38分発大阪上本町行き特急を5時53分発に変更。
- 土休日の名張駅5時59分発京都行き特急を新設。近鉄奈良駅6時37分発京都行き特急を差し替える形で設定され、名張駅 - 大和西大寺駅間で増発となった。当特急列車は榛原駅にも停車する。
- 土休日の名張駅6時19分発大阪難波行き特急を増発しアーバンライナーで運転。これに伴い松阪駅5時40分発大阪上本町行き特急を5時58分発に変更。
- 近鉄名古屋駅22時25分発松阪行き特急を22時20分発名張行きの名阪乙特急に変更。これに伴い久居駅は通過となった。

一般列車関係
- 難波線・奈良線関係
  - 2022年12月のダイヤ変更で削減された平日日中の阪神直通の快速急行が1時間当たり2本から3本に戻ることになった。これに伴い平日日中の奈良線の急行も1時間当たり2本から3本に戻った。
  - 日中の近鉄奈良駅・大和西大寺駅発の大阪難波行き区間準急を尼崎行きに、尼崎行き普通を大阪難波行きに変更する。
  - 大和西大寺駅5時00分発大阪難波行き区間準急を尼崎行きに変更。同電車は大阪難波駅から行先、種別変更していたのをそのまま直通する形となった。
  - 平日の近鉄奈良駅発5時18分発大阪難波行き快速急行を増発。
  - 土休日の近鉄奈良駅発5時35分発大阪難波行き快速急行を増発。
  - 平日16時台の近鉄奈良駅発大阪難波行き急行を大和西大寺駅発大阪難波行き快速急行に変更。これに併せて同時間帯の一部の上り普通を準急に変更。
  - 平日の大和西大寺駅18時36分発東花園行き普通を設定。深夜時間帯以外での上りの東花園行き普通の設定は初である。
  - 大阪難波駅0時03分発近鉄奈良行き快速急行を増発し奈良方面への最終列車を8分繰り下げる。生駒駅で大和西大寺行き区間準急に接続する。
  - 大阪難波駅23時55分発近鉄奈良行き区間準急が23時53分発大和西大寺行きに短縮された。これにより快速急行通過駅から新大宮駅・近鉄奈良駅への最終が繰り上げとなった。
  - 土休日の夜間に東生駒行き普通（尼崎駅始発）が1本設定され、土休日の東生駒行き普通が復活となった。
  - これまで天理教祭典日のみの運転だった大阪難波駅 - 天理駅間の急行について、定期列車として平日午前中に1往復、土休日15時台の天理発1本を設定した。ダイヤ変更前は大和西大寺駅に到着後に行先を変更して運転していたものを、直通して運転する形に改めた。難波線・奈良線から橿原線を経由して天理線とを直通する定期列車の設定は、1972年11月7日の変更で廃止されて以来、53年ぶりの復活となった。
  - 八戸ノ里駅に停車する列車の発着ホームを1・4番乗り場に統一。
  - そのほか、ほぼ終日にわたって運転本数、運転区間、列車種別、発着時刻の調整を行った。

- 京都線・橿原線・天理線関係
  - 日中の時間帯の京都線（新田辺駅 - 大和西大寺駅間）・橿原線・天理線の普通を概ね1時間あたり3本から4本に増発。これに併せて京都線 - 橿原線・天理線直通列車が減少となった。
  - 土休日の京都市営地下鉄烏丸線直通急行の運転時間帯を日中から朝夕に変更し、平日と同じ時間帯に統一された。
  - 平日の新田辺駅7時40分発京都行き準急を増発。
  - 平日の京都駅6時49分発・9時11分発の新田辺行き準急が設定され、平日の京都線の下り準急が復活した。
  - 土休日の京都駅22時05分発・22時55分発近鉄奈良行き普通が設定され、京都線と奈良線を直通する普通列車が復活した。また、近鉄奈良駅発新田辺行き普通も平日・土休日ともに再設定された。
  - 橿原神宮前駅22時台大和西大寺行き急行を新田辺行き急行に変更。
  - 向島駅に停車する準急・普通列車の発着ホームを1・4番乗り場に統一。

- 大阪線関係
  - 平日の大阪上本町駅10時00分発高安行き普通を増発。
  - 大阪上本町駅23時57分発大和八木行き急行を増発し、河内国分駅 - 五位堂駅間の各駅・大和高田駅・大和八木駅への最終時刻を7 - 19分繰り下げる。河内国分駅で五位堂行き区間準急に接続する。一方で大阪上本町駅23時50分発五位堂行き区間準急は大阪上本町駅23時46分発となり、恩智駅 - 安堂駅間への最終が4分繰り上げとなった。
  - 平日早朝の青山町駅発大阪上本町行き急行（5時21分発）と名張行き普通（5時44分発）を五位堂行き普通に変更。いずれも五位堂駅から大阪上本町行き急行に種別変更して運行となる。
  - 平日早朝の大和朝倉駅発五位堂行き普通の一部を榛原駅始発に変更。いずれも五位堂駅から大阪上本町行き急行に種別変更となる。これにより一部の大和朝倉駅、榛原駅発大阪上本町行き区間準急及び普通の一部が五位堂始発に変更となった。
  - 平日大阪上本町駅7時37分発榛原行き普通を五位堂行き普通に変更。
  - 平日夜間の高安行き普通と五位堂行き普通の一部を河内国分行き普通に変更。
  - 土休日大阪上本町駅9時14分発松阪行き快速急行を9時12分発名張行き急行に変更。当電車は名張駅から松阪行き快速急行に変更して運行。これにより土休日下り名張以西の快速急行は夕方のみとなった。
  - 平日夜間下りの区間準急の一部が準急に変更。そのうち21時12分発大和朝倉行き区間準急を榛原行き準急に変更。
  - 弥刀駅に停車する列車の発着ホームを1・4番乗り場に統一。
  - そのほか、一部列車の種別変更及び発着時間の変更が行われる。

- 名古屋線関係
  - 近鉄名古屋駅23時58分発近鉄四日市行き急行を増発し、近鉄蟹江駅 - 近鉄四日市間の急行停車駅への最終時刻を18分繰り下げる。佐古木駅以遠の急行通過駅への連絡列車はない。
  - 富吉駅23時16分発近鉄名古屋行き準急を近鉄四日市22時52分発に変更。
  - 平日の塩浜駅5時11分発伊勢中川行き普通を5時08分発に変更し、3分繰り上げる。
  - 平日の白塚駅5時03分発賢島行き普通を5時02分発に変更し、1分繰り上げる。
  - 平日の明星駅5時01分発名張行き普通を5時00分発に変更し、1分繰り上げる。
  - 土休日の塩浜駅5時15分発伊勢中川行き普通を5時13分発に変更し、2分繰り上げる。
  - 土休日の白塚駅5時06分発賢島行き普通を5時02分発に変更し、4分繰り上げる。
  - 土休日の明星駅5時04分発名張行き普通を5時00分発に変更し、4分繰り上げる。

- 南大阪線・長野線関係
  - 土休日の河内天美駅5時10分発大阪阿部野橋行き普通を5時00分発に変更し、10分繰り上げる。
  - 古市駅5時10分発大阪阿部野橋行き普通を5時00分発に変更し、10分繰り上げる。
  - 橿原神宮前駅5時30分発古市行き普通を5時15分発に変更し、15分繰り上げる。
  - 河内長野駅5時31分発大阪阿部野橋行き準急を5時24分発に変更し、7分繰り上げる。
  - 平日に大阪阿部野橋駅7時57分発古市行き急行が設定され、久々に途中無停車の列車が再設定された。

車両関係
- 前年秋に奈良線・京都線・橿原線で導入された8A系の他路線版として、2025年度中に、1A系を大阪線で4両編成×2本、名古屋線で4両編成×3本を、6A系を南大阪線で4両編成×3本をそれぞれ導入することが決定した。

その他

### 2025年4月2日変更
2025年日本国際博覧会（大阪・関西万博）開催に向けて、けいはんな線の運行本数を変更し、平日・土休日で共通のダイヤとする。直通先のOsaka Metro中央線も同日にダイヤ改正を実施し、万博が終了する10月13日まで増発ダイヤで運行する。